# Honfleur
Pour les articles homonymes, voir Honfleur (homonymie).
Honfleur est une commune française située dans le département du Calvados, en région Normandie. Ville portuaire, elle est située sur la rive sud de l'estuaire de la Seine, en face du Havre, tout près du débouché du pont de Normandie.
Elle est peuplée de 6 751 habitants.
Elle est surtout connue pour son Vieux Bassin, caractérisé par ses maisons aux façades recouvertes d'ardoises, et pour avoir été maintes fois représentée par des artistes, dont Gustave Courbet, Eugène Boudin, Claude Monet et Johan Barthold Jongkind, formant l'École de Honfleur. Ces peintres et d'autres se retrouvent à ferme Saint-Siméon sur les hauteurs de la ville et contribuent à l'apparition du mouvement impressionniste. Alphonse Allais et Erik Satie y sont nés dans la même rue.
La commune est classée quatre fleurs au concours des villes et villages fleuris et bénéficie selon une étude d'une des plus fortes attractivités parmi les villes française de mille à dix mille habitants, avec Arcachon, Noirmoutier-en-l'Île, Étretat et Deauville.

## Géographie

### Localisation
Honfleur est située sur la rive gauche de l'estuaire de la Seine, au nord du pays d'Auge. Elle se trouve géologiquement à la limite des formations calcaires du Jurassique (oolithique) à l'ouest et du Crétacé (crayeux) au nord et à l'est. Son agglomération est à 15 km au nord-est de Trouville-sur-Mer, à 16 km au nord de Pont-l'Évêque, à 24 km à l'ouest de Pont-Audemer et à 25 km au sud-est du Havre (par le pont de Normandie).
La ville est accessible en transport en commun par les lignes 20, 39, 50 des bus verts du Calvados.
| Manche                   | Manche                  | Manche, La Rivière-Saint-Sauveur                  |
| Pennedepie, Équemauville | Honfleur                | La Rivière-Saint-Sauveur                          |
| Équemauville             | Gonneville-sur-Honfleur | La Rivière-Saint-Sauveur, Gonneville-sur-Honfleur |

### Hydrographie
La commune est située dans le bassin Seine-Normandie. Elle est drainée par la Morelle, la Claire, un bras de la Morelle, le cours d'eau 01 de la commune de Gonneville-sur-Honfleur et le ruisseau de Vasouy,,.
La Morelle, d'une longueur de 18 km, prend sa source dans la commune de Beuzeville et se jette  dans la Seine sur la commune, après avoir traversé huit communes.

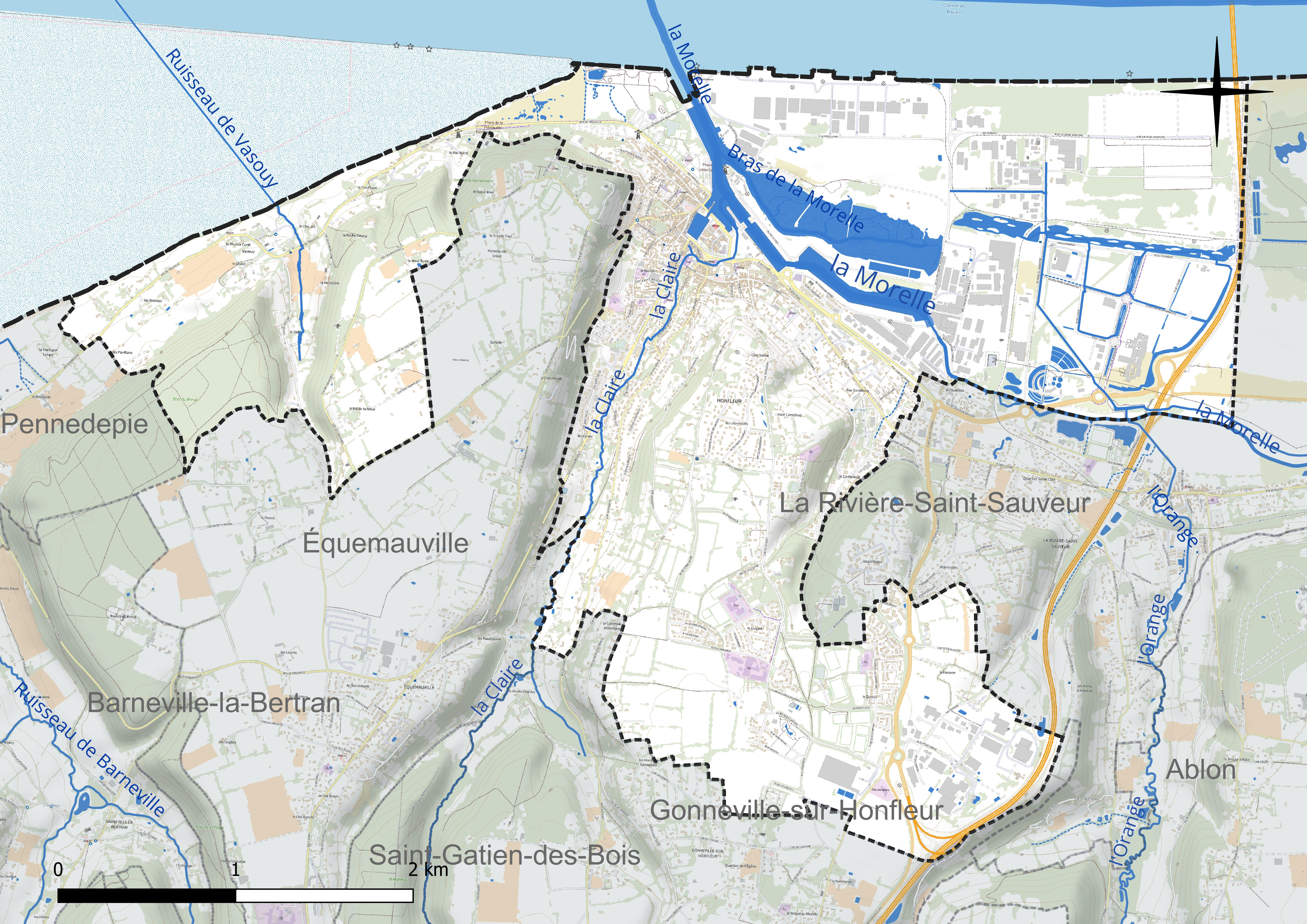
Réseau hydrographique de Honfleur.

### Climat
Pour des articles plus généraux, voir Climat de la Normandie et Climat du Calvados.
En 2010, le climat de la commune est de type climat océanique franc, selon une étude du CNRS s'appuyant sur une série de données couvrant la période 1971-2000. En 2020, Météo-France publie une typologie des climats de la France métropolitaine dans laquelle la commune est exposée à un climat océanique et est dans la région climatique  Côtes de la Manche orientale, caractérisée par un faible ensoleillement (1 550 h/an) ; forte humidité de l'air (plus de 20 h/jour avec humidité relative > 80 % en hiver), vents forts fréquents. Parallèlement le GIEC normand, un groupe régional d'experts sur le climat, différencie quant à lui, dans une étude de 2020, trois grands types de climats pour la région Normandie, nuancés à une échelle plus fine par les facteurs géographiques locaux. La commune est, selon ce zonage, exposée à un « climat contrasté des collines », correspondant au pays d'Auge, Lieuvin et Roumois, moins directement soumis aux flux océaniques et connaissant toutefois des précipitations assez marquées en raison des reliefs collinaires qui favorisent leur formation.
Pour la période 1971-2000, la température annuelle moyenne est de 10,7 °C, avec une amplitude thermique annuelle de 12,4 °C. Le cumul annuel moyen de précipitations est de 851 mm, avec 12,6 jours de précipitations en janvier et 8,2 jours en juillet. Pour la période 1991-2020, la température moyenne annuelle observée sur la station météorologique la plus proche, située sur la commune de Saint-Gatien-des-Bois à 9 km à vol d'oiseau, est de 11,0 °C et le cumul annuel moyen de précipitations est de 920,4 mm,. Pour l'avenir, les paramètres climatiques de la commune estimés pour 2050 selon différents scénarios d'émission de gaz à effet de serre sont consultables sur un site dédié publié par Météo-France en novembre 2022.

## Urbanisme

### Typologie
Dans la « grille de densité au 1er janvier 2025 » de l'INSEE, le « degré de densité » de Honfleur est le degré 3 sur 7, qualifié de "petite ville"
.
Honfleur est la commune principale de l'unité urbaine qui porte son nom
,
et celle de l'aire d'attraction urbaine homonyme
,
qui compte 11 communes et moins de 50 000 habitants
,.
La commune, bordée par la baie de Seine, est également une « commune littorale » au sens de la loi littoral du 3 janvier 1986
,
et les dispositions de cette loi s'y appliquent donc
.

### Occupation des sols

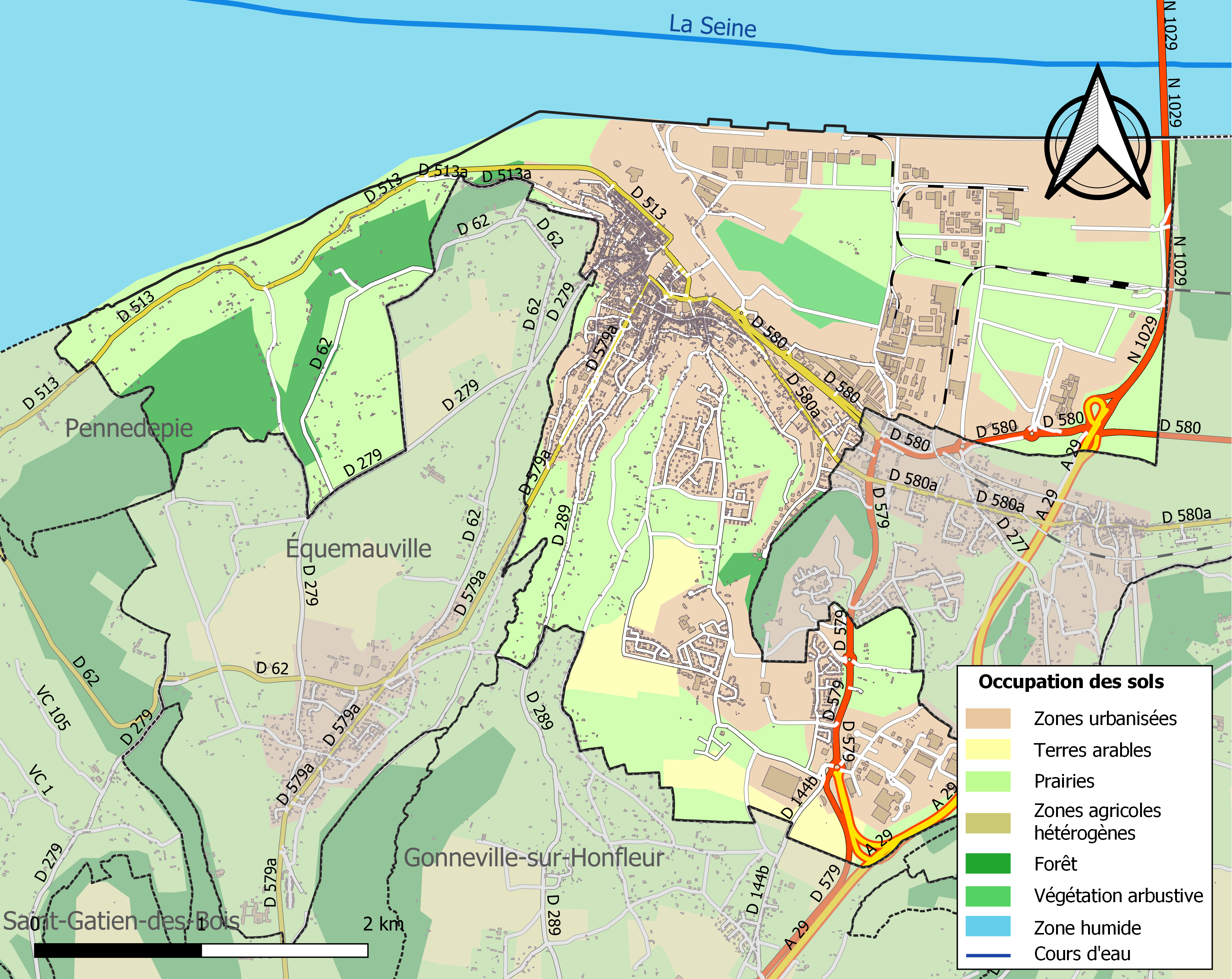
Carte des infrastructures et de l'occupation des sols de la commune en 2018 (CLC).

L'occupation des sols de la commune, telle qu'elle ressort de la base de données européenne d'occupation biophysique des sols Corine Land Cover (CLC), est marquée par l'importance des territoires agricoles (46 % en 2018), en diminution par rapport à 1990 (52 %).
La répartition détaillée en 2018 est la suivante : prairies (41,9 %), zones industrielles ou commerciales et réseaux de communication (24,2 %), zones urbanisées (19,9 %), forêts (7,3 %), terres arables (4,2 %), milieux à végétation arbustive et/ou herbacée (2,3 %), eaux maritimes (0,3 %).
L'évolution de l'occupation des sols de la commune et de ses infrastructures peut être observée sur les différentes représentations cartographiques du territoire : la carte de Cassini (XVIIIe siècle), la carte d'état-major (1820-1866) et les cartes ou photos aériennes de l'IGN pour la période actuelle (1950 à aujourd'hui).

## Toponymie
Le nom de la localité est attesté sous les formes : Hunefleth en 1025, Hunefloth vers 1062, Honneflo en 1198,, Honflue en 1246, Honnefleu, encore au XVIIIe siècle.
La prononciation dialectale est /ɦɔ̃'flø/ ou /xɔ̃'flø/, "honfleu", éventuellement /ɦɔ̃fjø/ ou /xɔ̃fjø/, "honfieu", avec un h initial fortement expiré proche du Ach-Laut allemand ou de la jota espagnole.
L'appellatif fleur, jadis fleu, est assez commun en Normandie sous forme de terminaison (cf. Barfleur, Vittefleur, Harfleur, Crémanfleur, Fiquefleur et la Gerfleur, rivière du Cotentin). Son sens est donné par un document du XIIIe siècle mentionnant le fleu de Lestre, c'est-à-dire « la rivière de Lestre », Lestre étant une actuelle commune du Cotentin située à l'embouchure de la rivière Sinope.
L'identification de la langue d'origine du terme fleu a donné lieu à diverses hypothèses : le vieux norrois, l'anglo-scandinave, le saxon et enfin l'anglo-saxon.
Dans le nom de Barfleur qui est plus riche en formes anciennes, -fleur est attesté successivement sous les formes : -flueth en 1066-77, -floth en 1081-1087, -fluet au XIIe siècle, -flo en 1160-1174, -flet en 1200, -flue en 1227, -flu en 1359, puis -fleu, etc.

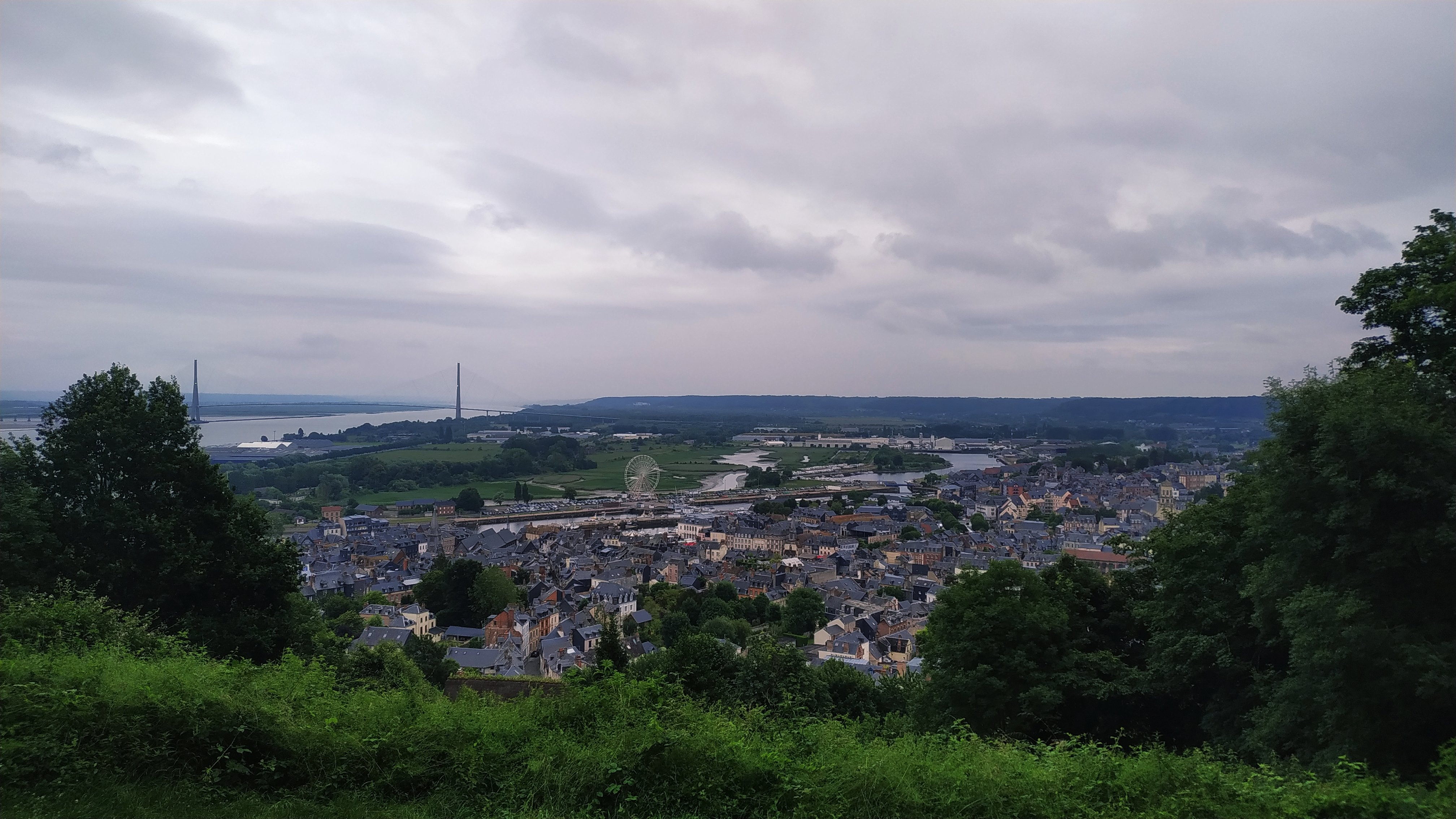
Honfleur vue du haut.

Le vieux norrois flóð « flux, marée, flot » (cf. islandais flóð « inondation, marée haute », anglais flood, même sens) suggéré dans la première hypothèse convient assez mal sur le plan phonétique et sémantique, même s'il s'est hypothétiquement croisé avec l'ancien scandinave flói « rivière qui se jette dans la mer », ce sens est d'ailleurs rendu par l'ancien scandinave fljót « (grande) rivière, fleuve » (islandais fljót « grande rivière, fleuve » cf. Markarfljót, l'islandais flói signifiant « baie, golfe, terrain marécageux », ce qui fait douter pour flói du sens de « rivière qui se jette dans la mer »). Fljót correspondrait mieux pour la forme et pour le sens. Certes, phonétiquement, il explique difficilement les formes anciennes en -flet, -fluet, -fleth que l'on retrouve aussi pour les autres noms en -fleur. Quant au vieil anglais flōd « flux, marée, flot » (> anglais flood, même sens) proposé dans la seconde hypothèse, il ne se justifie pas davantage pour des raisons analogues.
On doit sans doute leur préférer le vieil anglais flēot « ruisseau, estuaire, bras de mer » et « flot » (cf. anglais fleet) qui convient mieux, tant sur le plan phonétique que sur le plan sémantique. En effet, seule la diphtongue assez instable de l'anglo-saxon peut expliquer le flottement entre les formes flueth / fleth / floth au XIe siècle. À partir du XIIIe siècle, l'évolution en -flo / -flue, puis -fleu au XVe siècle va engendrer une confusion avec la prononciation dialectale du mot fleur, d'où cette réécriture « officielle » en -fleur.
On constate, comme pour d'autres appellatifs et toponymes de Normandie, une analogie avec les noms de lieux anglo-scandinaves d'Angleterre (Yorkshire notamment) qui se terminent par -fleet : Adlingfleet (Adelingesfluet 1086), Marfleet (en) (Merefluet 1086), Ousefleet (en) (Useflete 1100–1108), etc.
L'élément Hon- serait issu, quant à lui, d'un nom de personne anglo-saxon Huna ou vieux norrois Húni (variante Húnn) que l'on retrouve probablement à La Rivière-Saint-Sauveur (commune contiguë à Honfleur) dans le nom de Honnaville, homonyme du hameau de la Honneville à Saint-Georges-du-Mesnil.
Une autre explication a été proposée pour l'élément Hon-, c'est-à-dire l'étymon vieux norrois horn « corne », d'où également « coin », « angle », et donc pour Honfleur le sens hypothétique de « la rivière du tournant ». Il est vrai que la rivière de Claire fait un angle de 90 degrés à l'embouchure de la Seine. Cependant, cette interprétation se heurte à une difficulté de taille : aucune attestation ancienne ne la confirme, ni la présence d'un [r], ni d'un [n] géminé (du moins avant le XIIIe siècle), trace de son assimilation. Elle différerait en cela des autres toponymes d'origine scandinave comportant un [r] devant [n], tel que Barneville par exemple.
De plus, un élément semblable peut souvent être reconnu dans deux toponymes contigus, ce qui suggère une relation entre les deux : ainsi Honfleur peut être associé à Honnaville, tout comme Crémanfleur l'est à Crémanville ou encore Barfleur à Barbeville. Ce genre de relation se retrouve par ailleurs fréquemment dans la toponymie normande : Muneville-sur-Mer (Manche, Mulevilla s.d., Mulleville 1349, toponyme en -ville basé sur le nom de personne norrois Muli) et le ruisseau le Mulambec qui arrose la commune. En revanche, l'association d'un appellatif vieux norrois avec l'élément -ville est très rare, voire douteuse.
La ressemblance avec le nom de la baie de Húnaflói en Islande est sans doute fortuite.
Le gentilé des habitants de Honfleur : les Honfleurais n'est donc pas étymologique, alors que l'on nomme les habitants de Barfleur le plus souvent les Barflotais.

## Histoire

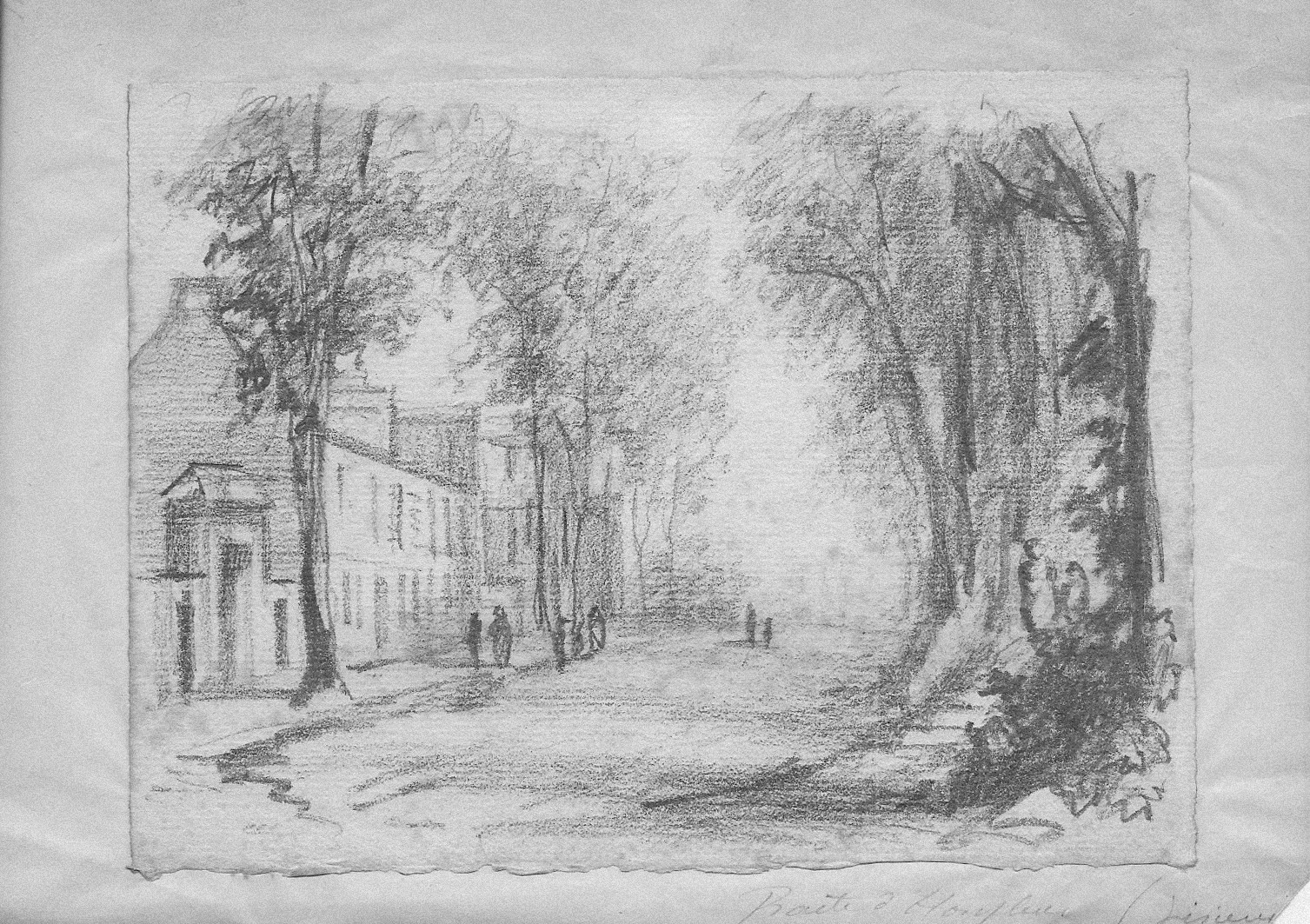
Dessin anonyme XIXe siècle. La route de Lisieux.

### Antiquité
Selon Guy Le Hallé, la ville portuaire fut une ancienne saline gallo-romaine.[Information douteuse].

### Moyen Âge
La première mention écrite attestant l'existence de Honfleur émane de Richard III, duc de Normandie, en 1027. Il est également avéré qu'au milieu du XIIe siècle, la ville représentait un important port de transit des marchandises au départ de Rouen vers l'Angleterre. Place fortifiée sous Charles V, le noyau de la ville est dès le XIIIe siècle entouré de murailles, protégeant dans cet espace restreint les paroisses Saint-Étienne et Notre-Dame. Les Bertran, barons de Bricquebec disposaient de droits sur le port de Honfleur et armaient leur propre nef. La moitié du port et de la ville de Honfleur, ainsi que Fauguernon relevait de la baronnie de Roncheville (Saint-Martin-aux-Chartrains) dont le château était le chef-lieu et regroupait les terres du lignage des Bertran dans ce secteur.
Située au débouché de la Seine, un des principaux fleuves du royaume de France, au contact de la mer et appuyée sur un arrière-pays relativement riche, Honfleur bénéficiait d'une position stratégique qui s'est révélée à partir de la guerre de Cent Ans. Charles V fait fortifier la bourgade afin d'interdire l'estuaire de la Seine aux Anglais avec l'appui du port d'Harfleur, situé juste en face et de l'autre côté de l'estuaire. Cela verrouillait du même coup l'entrée de la Seine aux navires ennemis. En 1357 ou 1358, Honfleur est cependant prise par un routier anglais, Robert Knolles avec l'aide de gens d'armes dont le bâtard de Mareuil, Jacques de Pipes, Friquet de Friquant, messire de Foudriguais, à la solde des Anglais. La ville est occupée et le sera à nouveau de 1419 à 1450. L'armée royale de Charles VII reprend la ville au bout de trente-neuf jours, le 18 février 1450, lors du recouvrement de la Normandie. Au XVIe siècle on reconstruira la porte de Caen, flanquée de deux tours rondes (actuelle Lieutenance). C'est le seul vestige encore existant des fortifications de la ville.

Honfleur façade de la Lieutenance - élévation 1846.

En dehors de cette période, son port servit de base de départ à de multiples expéditions françaises se livrant à des razzias le long des côtes anglaises, parmi lesquelles notamment la destruction partielle de la ville de Sandwich dans le comté de Kent autour de 1450, après que les Anglais eurent quitté la Normandie à la suite de la défaite de Formigny.

### Temps modernes
Après la fin de la guerre de Cent Ans et jusqu'à la fin du XVIIIe siècle, Honfleur continue de se développer notamment grâce à la construction navale, au commerce maritime et aux expéditions lointaines. Cependant, de graves troubles vont éclater lors des guerres de Religion dans la seconde partie du XVIe siècle. La ville est prise par Henri IV au début de 1590.
Dans le même temps, la cité participera aussi au mouvement des grandes découvertes, avec notamment Jehan Denis qui visitera le Labrador et Terre-Neuve dont il prendra possession au nom du roi de France en 1506. Ces nombreuses expéditions feront du port un des tout premiers de France vers les Amériques et notamment les colonies françaises du Nouveau Continent, d'où les voyages répétés de Samuel de Champlain à partir d'ici, dont l'un aboutira à la fondation de la ville de Québec en 1608. Honfleur fut également une cité corsaire et un de ses fils, Jean Doublet, s'illustrera dans la guerre de course.

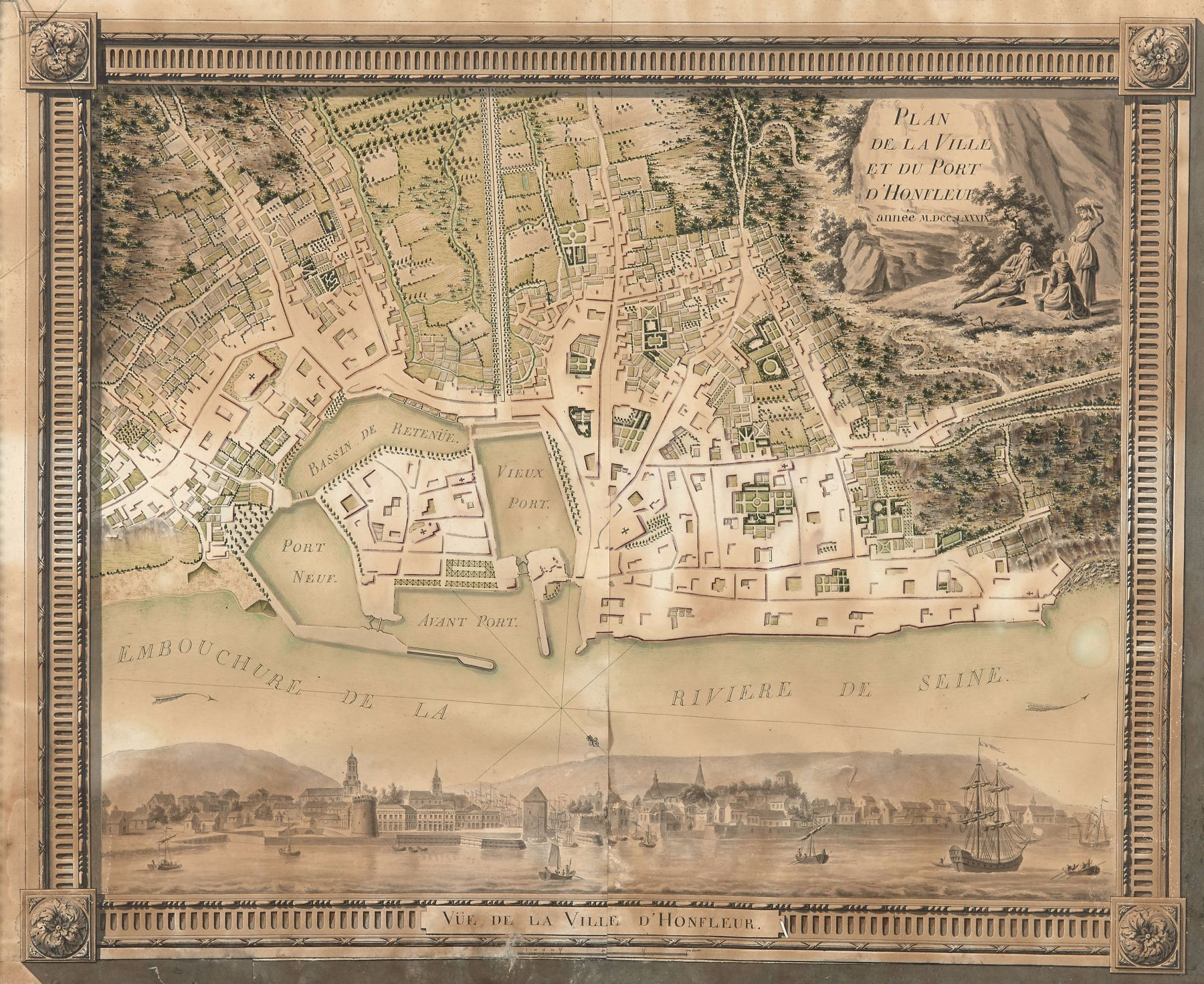
Plan de Honfleur en 1789.

À partir de cette période, le commerce de Honfleur prospère avec la multiplication des relations avec le Canada, la Louisiane, les Antilles, les côtes africaines et les Açores, faisant de la ville l'un des cinq principaux ports négriers de France. Cette époque voit la ville s'agrandir avec le démantèlement à partir de 1664 d'une partie de ses fortifications, devenues obsolètes, sur l'ordre de Colbert permettant d'agrandir le vieux bassin. Abraham Duquesne fait transformer le « hâvre du dedans », simple port d'échouage, en un véritable bassin à flot qui sera terminé en 1684 et agrandi entre 1720 et 1725, que l'on surnomme aujourd'hui le Vieux Bassin, et qui contribue à la réputation actuelle de la ville. Une partie de la richesse de la cité est assurée aussi par la Grande Pêche sur les bancs de Terre-Neuve, la pêche à la morue, et le commerce des peaux.

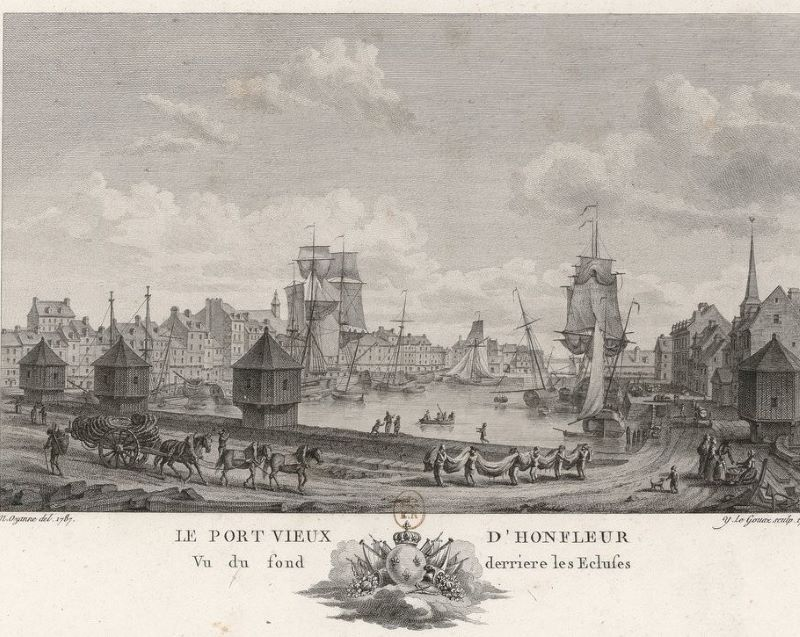
Le Port Vieux vers 1787. La traite négrière est alors à son apogée.

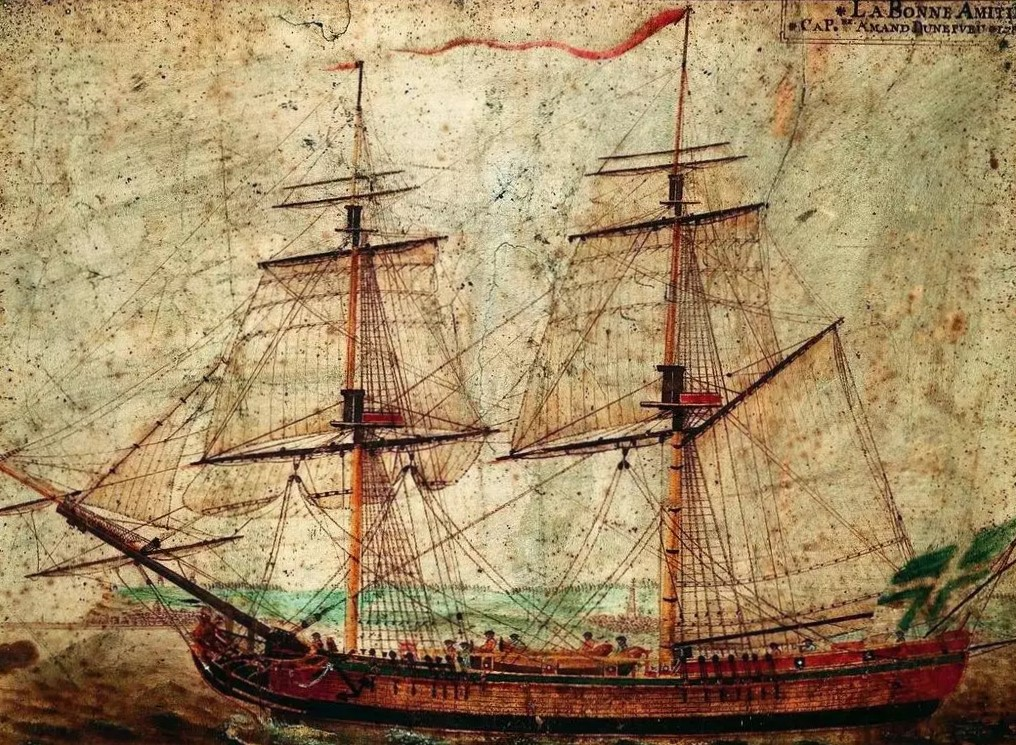
La navire négrier La Bonne Amitié, construit à Honfleur et propriété des Lacoudrais. Lors de son voyage de traite de 1786 à 1788, il embarque 424 captifs dans l'estuaire de Sierra Leone, et en vend 318 aux Cayes, dans la colonie de Saint-Domingue, faisant apparaître un taux de mortalité de 25%.

Le port prend aussi une part importante à la traite négrière occidentale, et devient, avec 142 expéditions organisées et environ 50 000 captifs déportés, le 7e port négrier français,. En 1717, reconnaissant l'importance de la situation géographique du port de Honfleur, la compagnie du Sénégal y est établie, et des travaux commencent pour la construction d'un nouveau bassin du côté de l'Ouest. Honfleur sert également de port de secours face à l'engorgement du port du Havre, en particulier pendant son apogée négrier de 1783 à 1791,. Parmi les noms des capitaines ou armateurs négriers honfleurais les plus impliqués, on retrouve Prémord, Picquefeu de Bermon ou Lacoudrais. Particularité de ce port : les compagnies maritimes ont davantage installé leurs comptoirs sur les rives de la Sierra Leone, où de nouveaux marchés étaient à prendre. Pour réduire la durée des expéditions, certaines compagnies s'approvisionnent en esclaves directement auprès de sociétés anglaises. Elles ont aussi préféré Saint-Domingue, la « perle des Antilles » (actuelle Haïti), où se sont installés des planteurs honfleurais.

### Révolution française et Empire
Le capitaine de vaisseau Morel-Beaulieu et les contre-amiraux Hamelin et Motard, marins honfleurais vont s'illustrer dans les guerres de la Révolution française et de l'Empire.
C'est de Honfleur que Louis-Philippe, dernier roi de France, chassé du pays, à la suite de la révolution française de 1848, s'exile et embarque pour l'Angleterre.

### Époque contemporaine
La perte des colonies françaises d'Amérique, la concurrence avec le port du Havre, les guerres de la Révolution française et du Premier Empire, avec notamment le blocus continental, causent la ruine de Honfleur, qui ne se releva que partiellement au cours du XIXe siècle avec la reprise du commerce du bois en provenance du Nord de l'Europe.
Cet essor économique du port fut limité par l'ensablement du port, qui parvient pourtant à fonctionner encore aujourd'hui. Cependant, il ne constitue plus à l'heure actuelle qu'une annexe du port de Rouen, dont il est l'avant-port, en partenariat avec la chambre de commerce et d'industrie du pays d'Auge.
Le peintre pré-impressionniste Eugène Boudin, dans les années 1850, a présenté le port comme une plaque tournante pour le transfert des marchandises et une gare pour les voyageurs, démontrant comment les marchandises étaient acheminées de Rouen via Honfleur vers l'Angleterre. Claude Monet réside pendant un an à la ferme Saint-Siméon.

Le Port des années 1850, selon Eugène Boudin
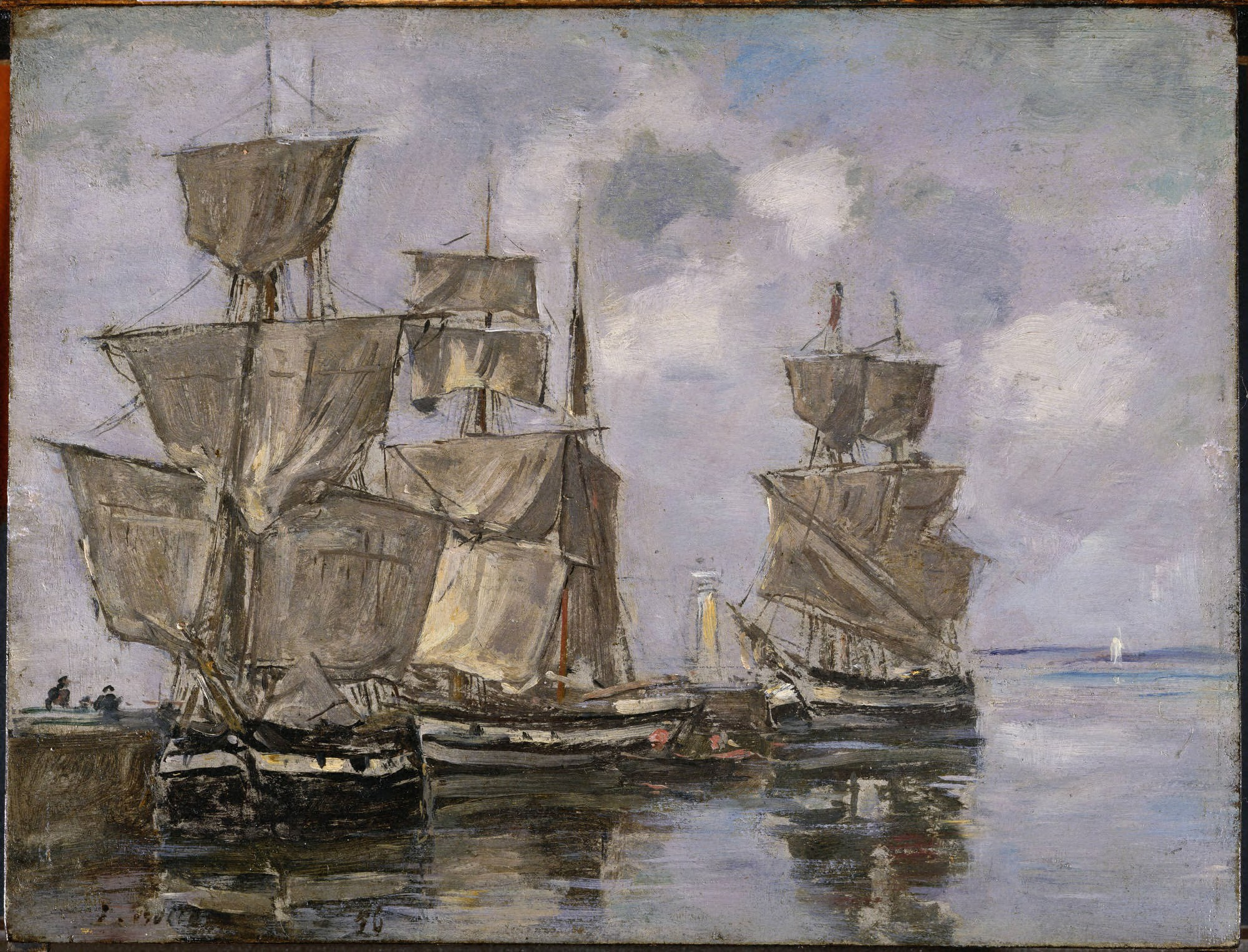
Navires dans le Port à Honfleur, 1856 Musée d'Art de l'université de Princeton.
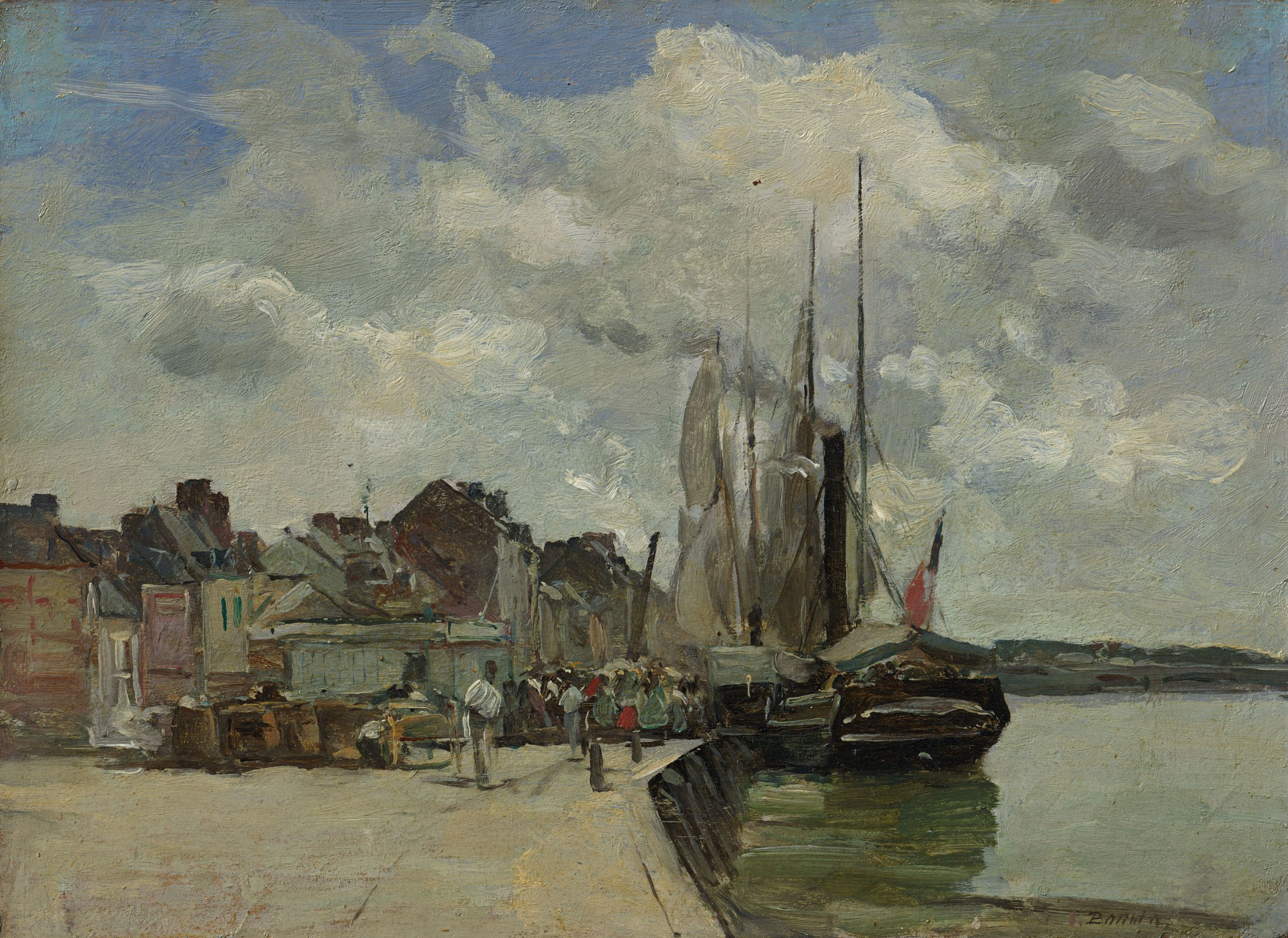
Honfleur, Le Port,1858-1862 Museum Barberini, Potsdam.
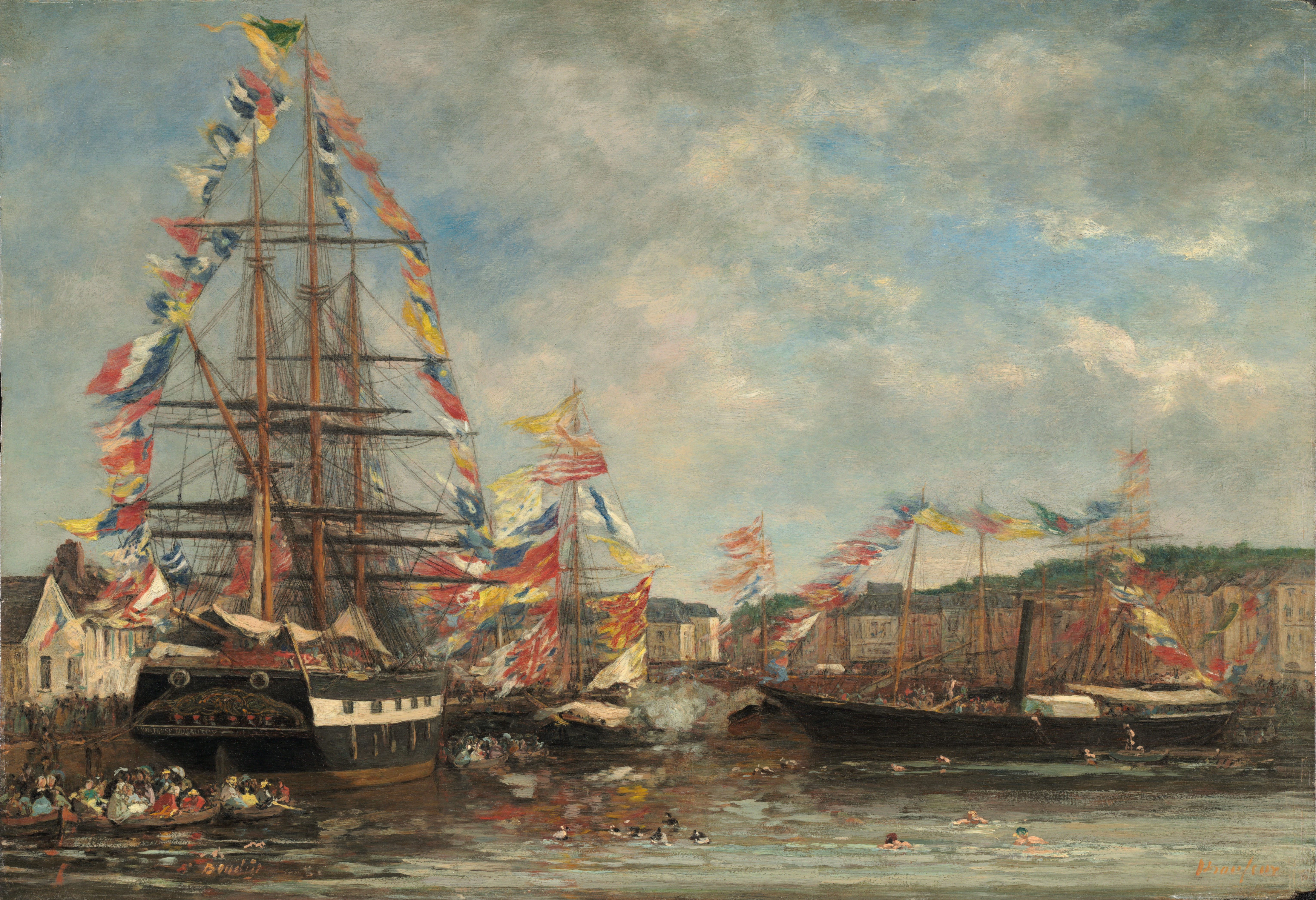
Fête dans le port de Honfleur, 1858 Washington, National Gallery of Art.

Le paysagiste Paul Huet lors d'un séjour à Honfleur en 1861 réalise une toile Grande marée d'équinoxe aux environs de Honfleur, conservée au musée du Louvre.

### XXesiècle

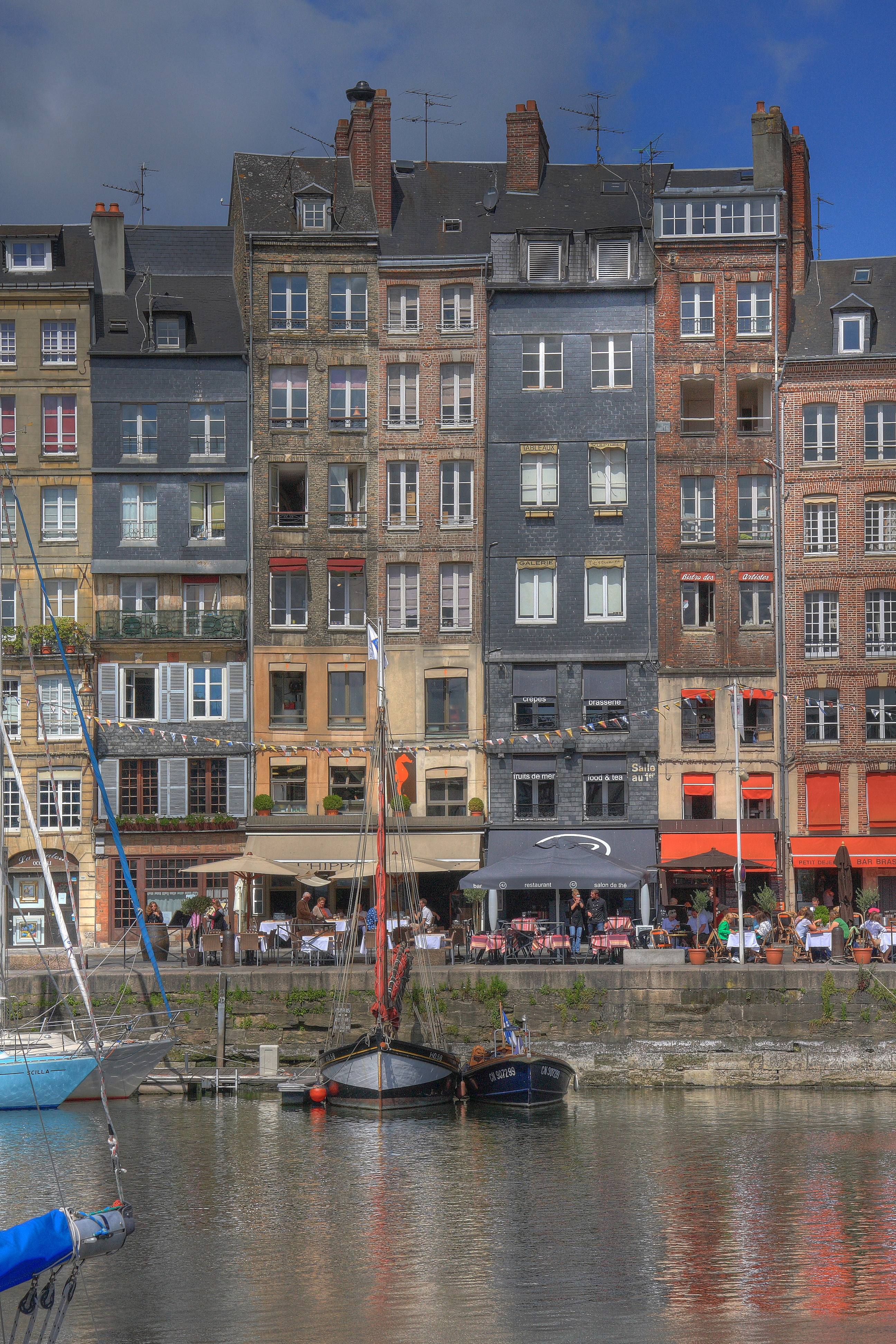

Lors des étés 1923, 1924 à 1925 se tiennent à Honfleur des rencontres internationales pacifistes réunissant des jeunes femmes et hommes de nombreux pays.
Honfleur a été libérée le 25 août 1944 par l'armée belge (brigade Piron). La ville n'a subi aucune destruction pendant la Seconde Guerre mondiale, la faisant figurer parmi les rares cités normandes épargnées.

### XXIesiècle
Le 7 juin 2004, la reine Élisabeth II visite Honfleur et déjeune dans le plus ancien restaurant de la ville et un des plus anciens de France, Le Vieux Honfleur.
Le 26 août 2023, un Français, Baptiste Cianelli, 20 ans, termine une course-défi de 272 kilomètres le long de la Seine, au départ de Conflans-Sainte-Honorine (Yvelines) jusqu'à Honfleur en près de 48 heures, en s'autorisant un sommeil d'une heure sur les deux jours[pertinence contestée].

## Politique et administration

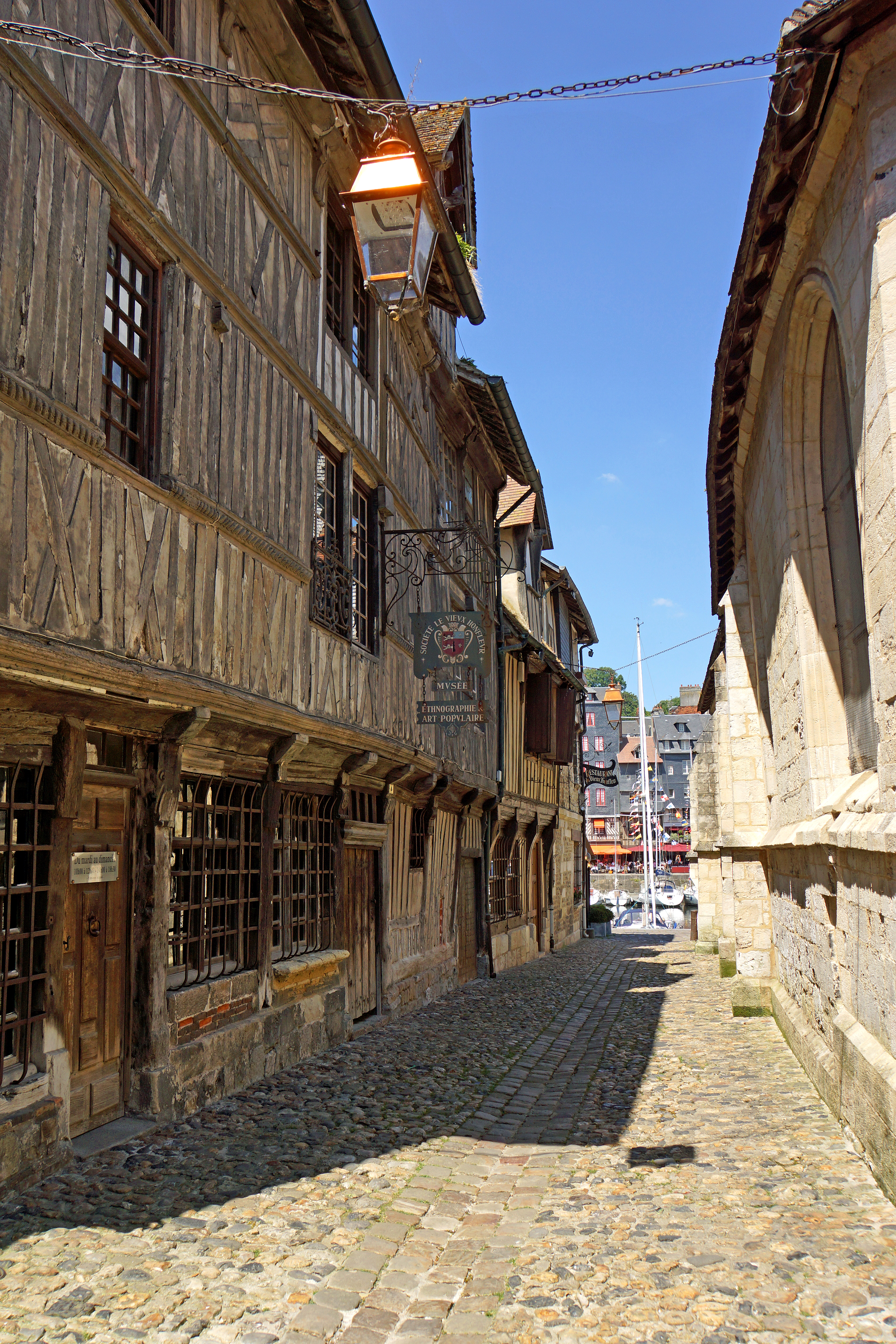
Une rue de Honfleur.

### Administration municipale
Le nombre d'habitants au dernier recensement étant compris entre 5 000 et 9 999, le nombre de membres du conseil municipal est de 29.

### Liste des maires
En 1973, Honfleur a fusionné avec la commune de Vasouy (159 habitants en 2007), qui dispose depuis lors du statut de commune associée.
Le conseil municipal est composé de vingt-neuf membres dont le maire et huit adjoints. L'un de ces conseillers représente la commune associée de Vasouy et en est le maire délégué.

## Démographie

### Évolution démographique
L'évolution du nombre d'habitants est connue à travers les recensements de la population effectués dans la commune depuis 1793. Pour les communes de moins de 10 000 habitants, une enquête de recensement portant sur toute la population est réalisée tous les cinq ans, les populations de référence des années intermédiaires étant quant à elles estimées par interpolation ou extrapolation. Pour la commune, le premier recensement exhaustif entrant dans le cadre du nouveau dispositif a été réalisé en 2004.
En 2022, la commune comptait 6 751 habitants, en évolution de −12,64 % par rapport à 2016 (Calvados : +1,58 %, France hors Mayotte : +2,11 %).
L'évolution du nombre d'habitants suit une certaine constance. Le maximum de la population a été atteint 1866 avec 9 946 habitants.
| 1793  | 1800  | 1806  | 1821  | 1831  | 1836  | 1841  | 1846  | 1851  |
| ----- | ----- | ----- | ----- | ----- | ----- | ----- | ----- | ----- |
| 9 256 | 8 664 | 9 724 | 9 637 | 8 888 | 9 130 | 9 580 | 9 912 | 9 361 |

| 1856  | 1861  | 1866  | 1872  | 1876  | 1881  | 1886  | 1891  | 1896  |
| ----- | ----- | ----- | ----- | ----- | ----- | ----- | ----- | ----- |
| 9 129 | 9 553 | 9 946 | 9 061 | 9 271 | 9 601 | 9 726 | 9 450 | 9 297 |

| 1901  | 1906  | 1911  | 1921  | 1926  | 1931  | 1936  | 1946  | 1954  |
| ----- | ----- | ----- | ----- | ----- | ----- | ----- | ----- | ----- |
| 9 610 | 9 451 | 9 298 | 8 707 | 8 491 | 8 031 | 7 861 | 7 931 | 8 661 |

| 1962  | 1968  | 1975  | 1982  | 1990  | 1999  | 2004  | 2006  | 2009  |
| ----- | ----- | ----- | ----- | ----- | ----- | ----- | ----- | ----- |
| 9 141 | 9 292 | 9 188 | 8 495 | 8 272 | 8 178 | 8 139 | 8 177 | 8 163 |

| 2014  | 2019  | 2022  | - | - | - | - | - | - |
| ----- | ----- | ----- | - | - | - | - | - | - |
| 7 440 | 6 733 | 6 751 | - | - | - | - | - | - |

### Pyramide des âges
En 2018, le taux de personnes d'un âge inférieur à 30 ans s'élève à 32,3 %, soit en dessous de la moyenne départementale (35,2 %). À l'inverse, le taux de personnes d'âge supérieur à 60 ans est de 31,4 % la même année, alors qu'il est de 27,9 % au niveau départemental.
En 2018, la commune comptait 3 249 hommes pour 3 889 femmes, soit un taux de 54,48 % de femmes, largement supérieur au taux départemental (51,95 %).
Les pyramides des âges de la commune et du département s'établissent comme suit.
| Hommes | Classe d’âge | Femmes |
| ------ | ------------ | ------ |
| 0,9    | 90 ou +      | 2,9    |
| 7,2    | 75-89 ans    | 12,3   |
| 18,1   | 60-74 ans    | 20,7   |
| 20,8   | 45-59 ans    | 20,4   |
| 16,4   | 30-44 ans    | 15,3   |
| 18,7   | 15-29 ans    | 13,8   |
| 18,1   | 0-14 ans     | 14,7   |

| Hommes | Classe d’âge | Femmes |
| ------ | ------------ | ------ |
| 0,8    | 90 ou +      | 2,1    |
| 7,2    | 75-89 ans    | 10,2   |
| 18,1   | 60-74 ans    | 19,3   |
| 19,4   | 45-59 ans    | 18,9   |
| 17,8   | 30-44 ans    | 16,9   |
| 19     | 15-29 ans    | 17,1   |
| 17,7   | 0-14 ans     | 15,5   |

## Écologie et environnement
La ville de Honfleur a inauguré, le 5 novembre 2004, une nouvelle station d'épuration, qui utilise le procédé phytorestauration pour la dépollution.
La commune est une ville fleurie (quatre fleurs) au concours des villes et villages fleuris.
Le bassin des chasses est en zone naturelle d'intérêt écologique, faunistique et floristique de type I, sous le no 250020106.

## Économie et industrie
- Siège de la chambre de commerce et d'industrie du pays d'Auge, qui gère en partie le port de Honfleur et l'aéroport de Deauville-Normandie.
- L'usine Ceca, ouverte en 1895 est située avenue du Président-Duchesne. C'est le premier employeur de la commune avec 110 salariés. Depuis 1975 elle est spécialisée dans la production de tamis moléculaires pour l'adsorption et la filtration. Elle s'étend sur environ 9 hectares.
- L'usine Tolsa, entreprise espagnole, constituée de trois lignes de production de litières pour chat. Elle emploie 45 salariés et fournit près d'un tiers du marché français.
- L'entreprise de prêt à porter Anne Fontaine est située avenue du Canada, depuis 1998.
- L'entreprise Karver Systems, systèmes d'accastillage (créé en 2004 par Marin Clausin), elle emploie 15 personnes[76].
- L'entreprise Buronomic, ouverte en 1981 est située route Samuel-Champlain. Elle fabrique du mobilier pour professionnels.
- Normandy Outlet, un village des marques, a ouvert en novembre 2017.
- Commerce : art, restauration, etc.
- L'Hôtel des ventes de Honfleur, fondé en 1968 par Francis Dupuy, situé dans une ancienne raffinerie de sucre datant de 1824 (rue Saint-Nicol) et devenu la maison de ventes aux enchères MYTIKA[77] en 2021.
- Tourisme.

## Patrimoine
La commune compte 57 monuments historiques, parmi lesquels l'église Sainte-Catherine, l'église Saint-Étienne, l'église Saint-Léonard, deux greniers à sel, la Lieutenance et la plupart des maisons du quai Sainte-Catherine.

### Bâtiments religieux

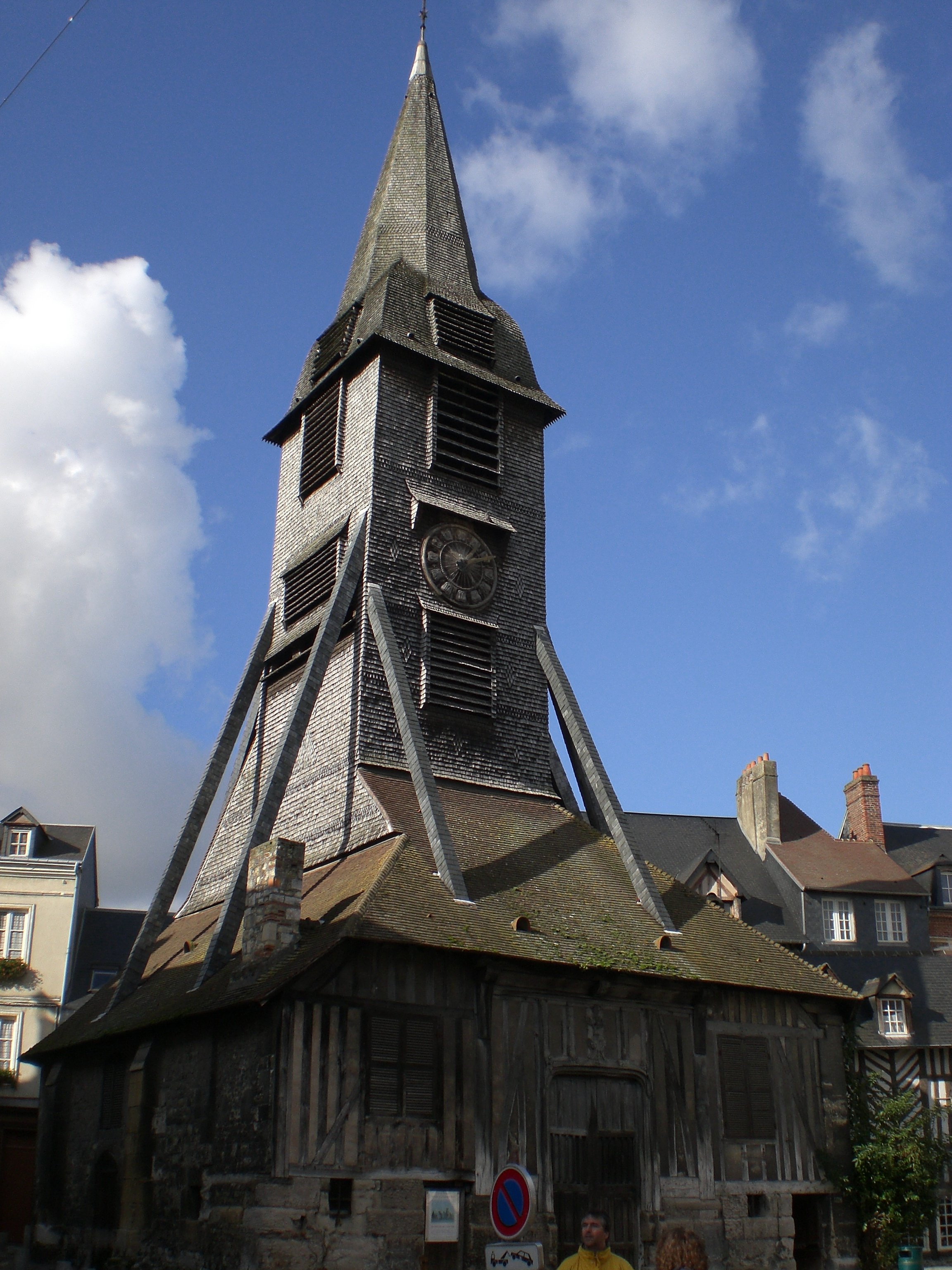
Clocher de l'église Sainte-Catherine de Honfleur.
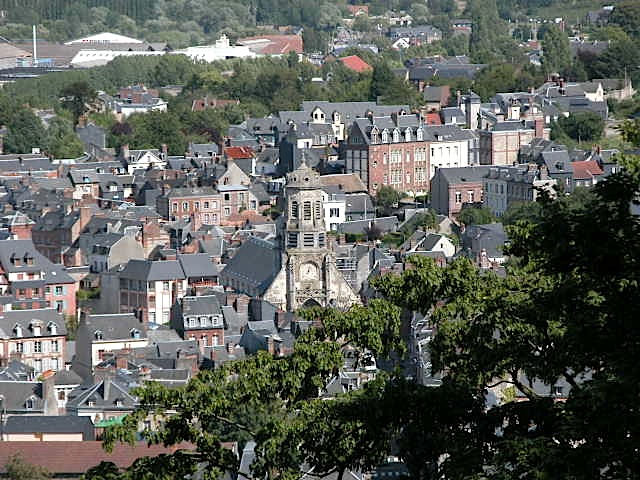
Saint-Léonard vue du Mont-Joli.
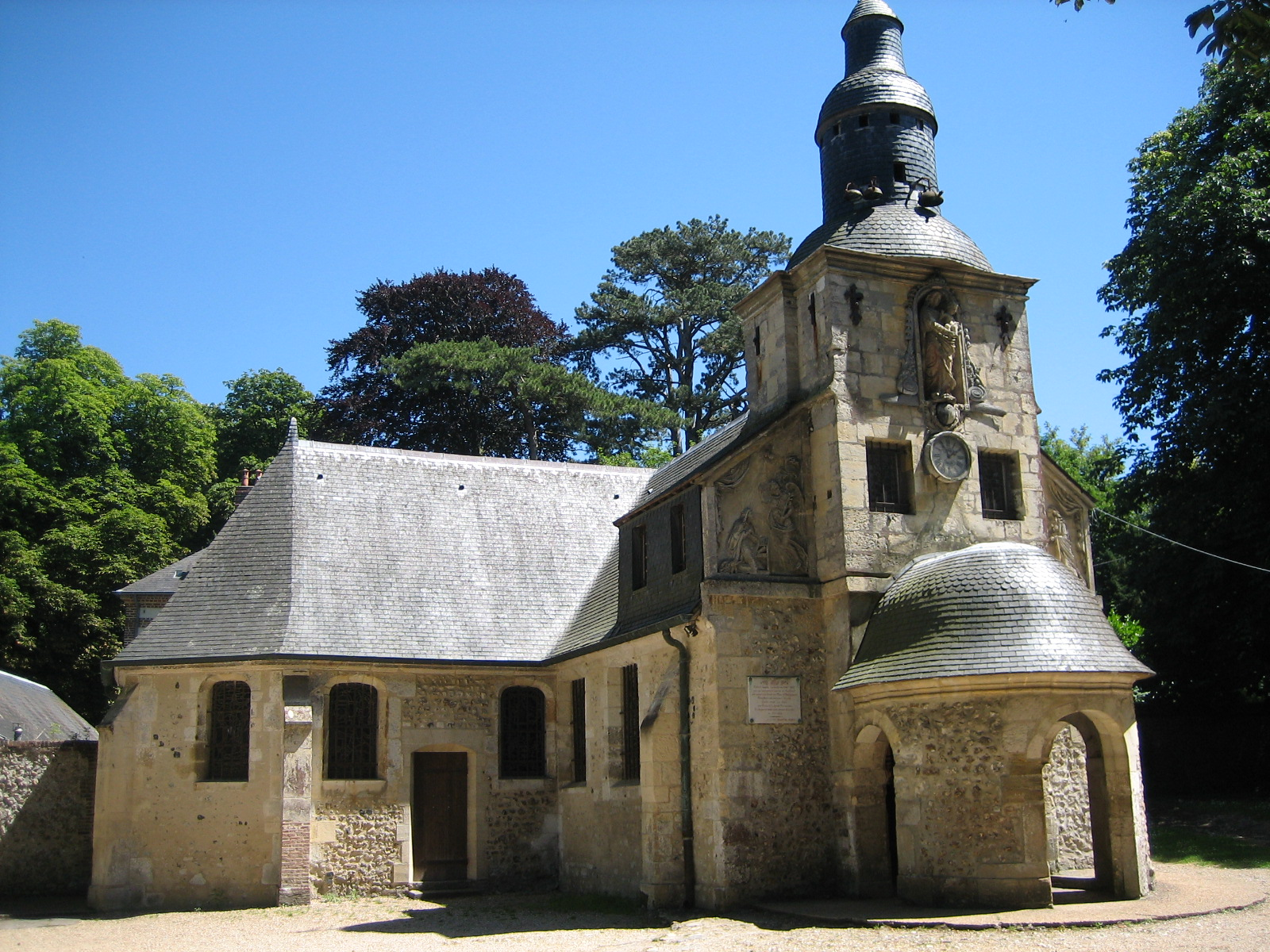
Chapelle Notre-Dame de Grâce.
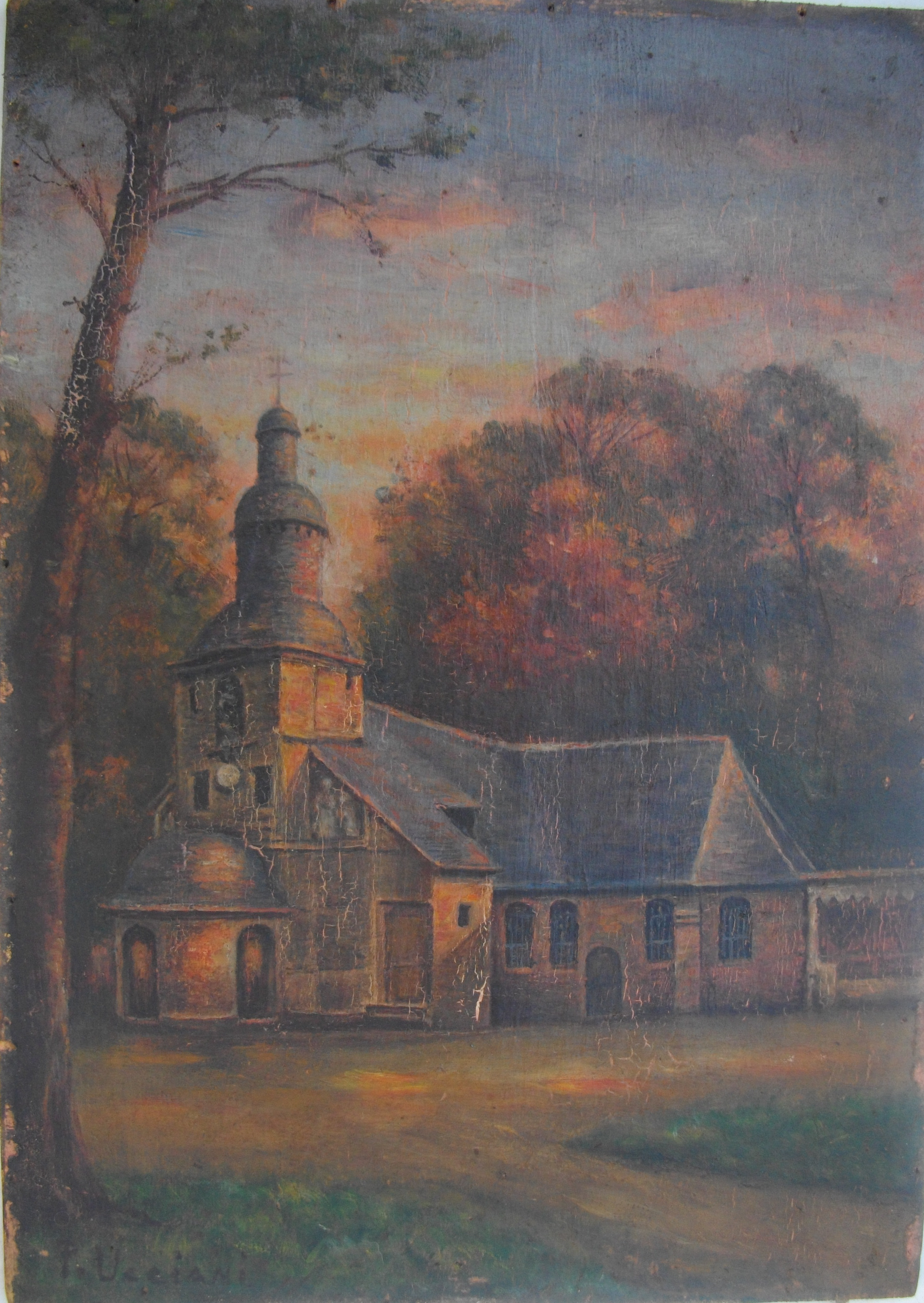
Chapelle Notre-Dame-de-Grâce, Pierre Ucciani (1910).

#### Église Sainte-Catherine
L'église Sainte-Catherine classée au titre des monuments historiques par liste de 1875.

#### Église Saint-Étienne
L'église Saint-Étienne classée au titre des monuments historiques par arrêté du 28 septembre 1932.
Ancienne église paroissiale de style gothique, en partie des XIVe et XVe siècles. C'est la plus ancienne de la cité. Elle est construite en pierre calcaire crayeuse avec silex et en pierre de Caen, la ville de Honfleur étant située à la limite de ces deux types de formations calcaires. Le clocher est recouvert d'un essentage en bois de châtaignier. De nos jours, elle abrite le musée de la Marine.

#### Église Saint-Léonard
L'église Saint-Léonard classée au titre des monuments historiques par arrêté du 15 janvier 1980.

#### Chapelle Notre-Dame-de-Grâce
La chapelle Notre-Dame-de-Grâce est située sur les hauteurs dominant la ville, mais sur le territoire d'Équemauville. Cet édifice reconstruit à la suite de l'effondrement de la falaise abrite des ex-voto, maquettes de bateaux et un orgue réalisé par le facteur d'orgue Dupont en 1990. À l'extérieur, on peut voir les cloches des pèlerinages.
- Église Saint-Germain-d'Auxerre de Vasouy.
- Chapelle Saint-Firmin de l'hôpital Saint-Joseph de Honfleur.
- Chapelle du couvent des sœurs Augustines de Honfleur.
- Chapelle Saint-François-d'Assise du Canteloup.
- Temple de Honfleur.

### Autres bâtiments

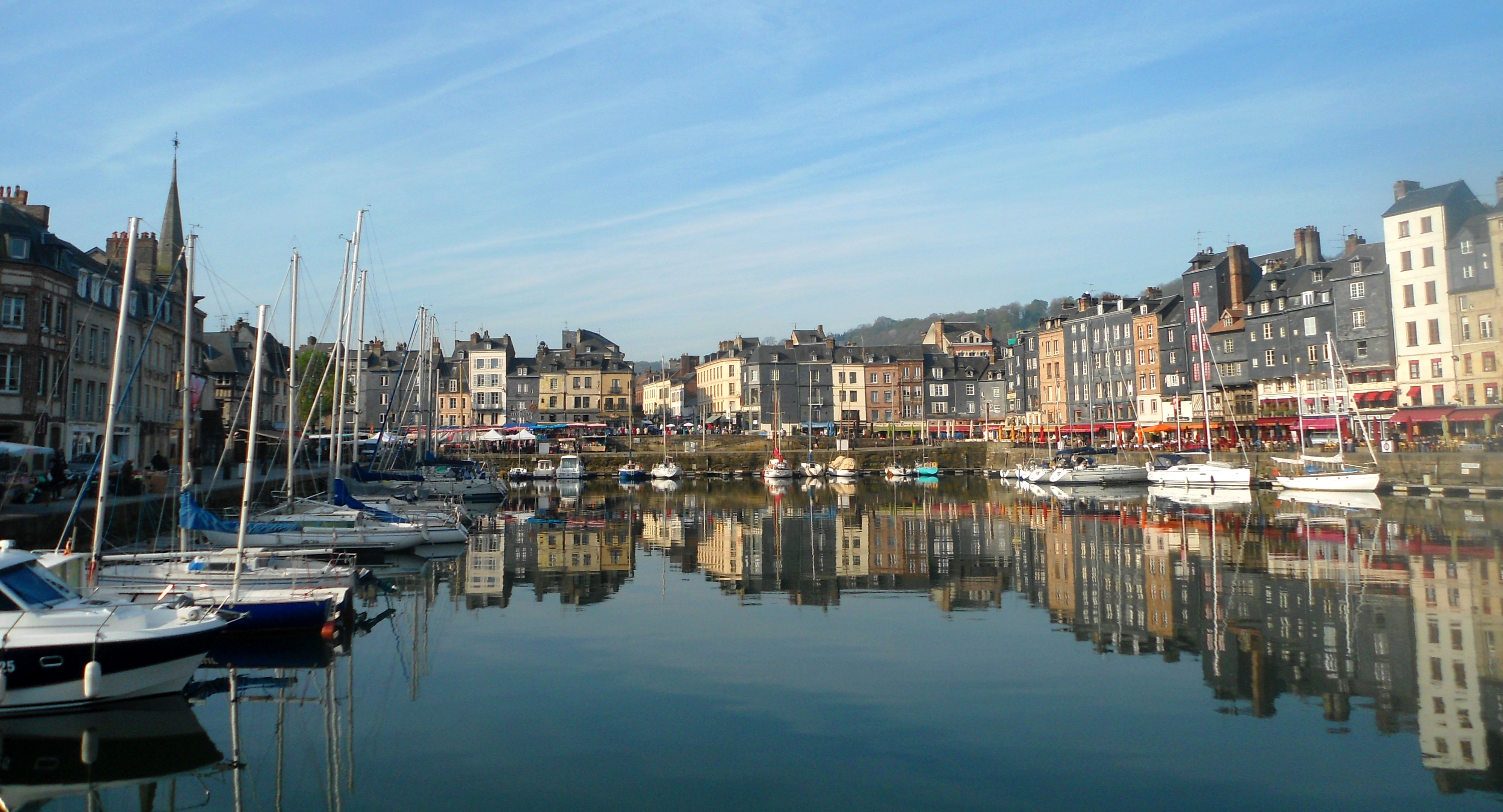
Le Vieux bassin de Honfleur.
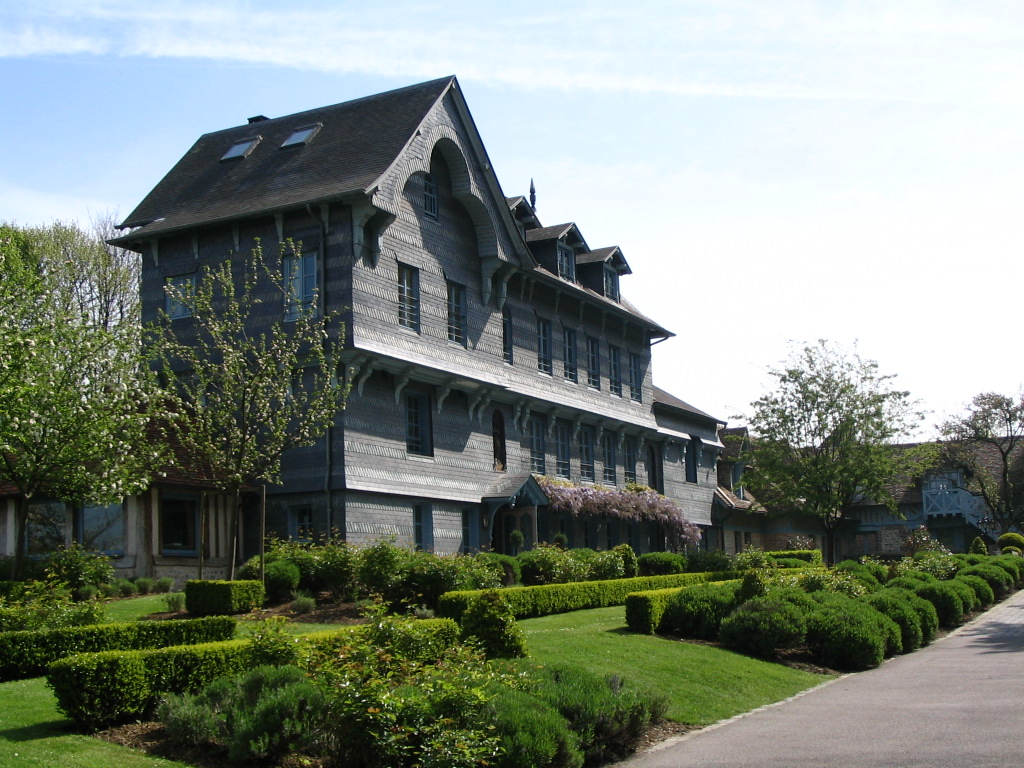
La ferme Saint-Siméon, lieu d'histoire de la peinture.
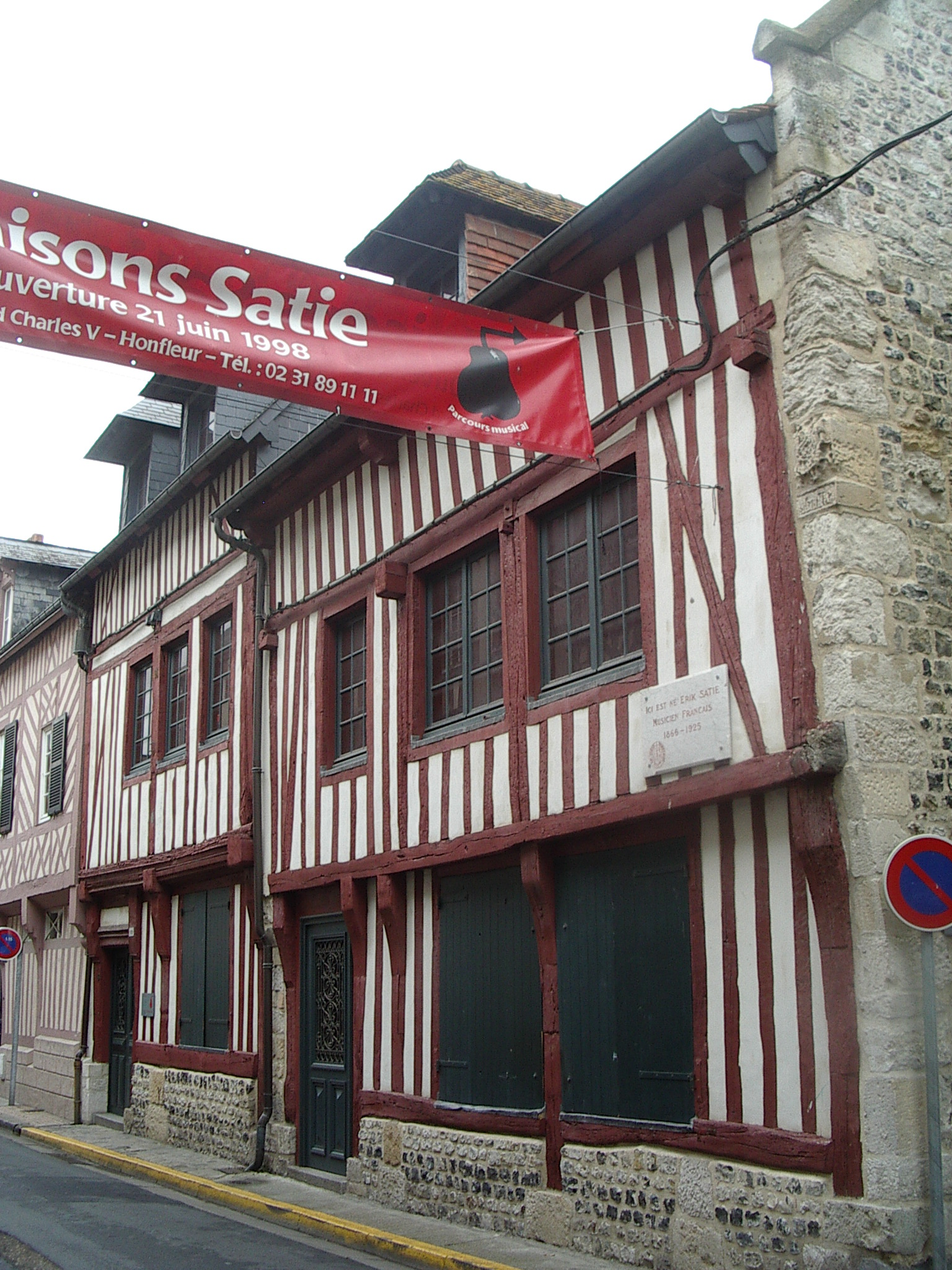
Les Maisons Satie.
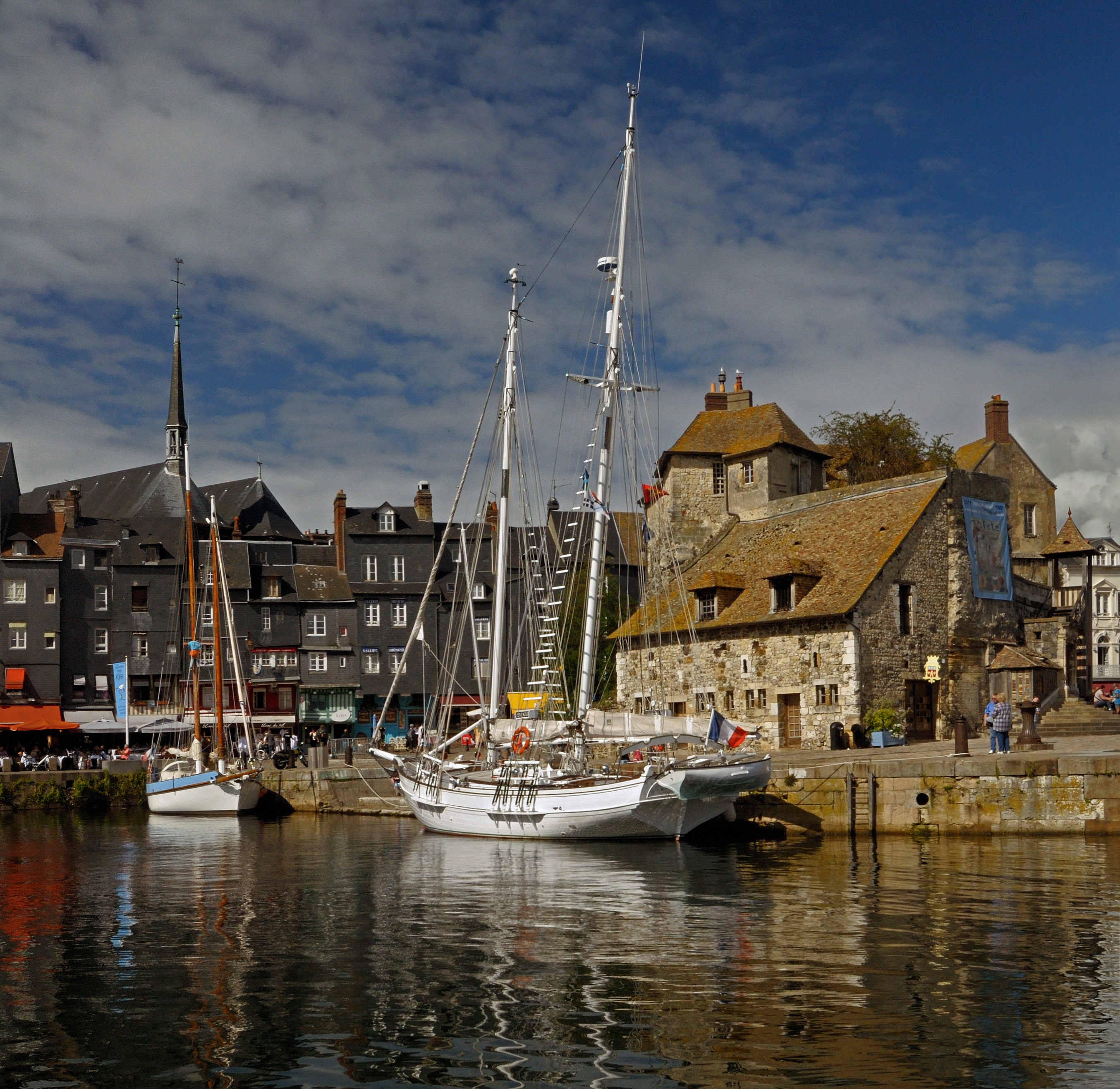
La vieille jetée et la Lieutenance.

#### Greniers à sel
Deux greniers subsistent sur les trois d'origine, l'un ayant été détruit par un incendie. Ces deux édifices contenaient 1 000 tonnes de sel, destinées à conserver le poisson de ce port de pêche important. Ils furent construits au XVIIe siècle, après que les habitants de la ville en ont reçu l'autorisation de Colbert. Le sel provenait essentiellement de Brouage. Les murs sont construits en gros moellons de calcaire crayeux et les charpentes de bois, construites par les charpentiers de marine évoquent des coques de vaisseaux du XVIIe siècle.
Ils ont été classés au titre des monuments historiques par arrêtés des 31 juillet et 6 décembre 1916.

#### Musées

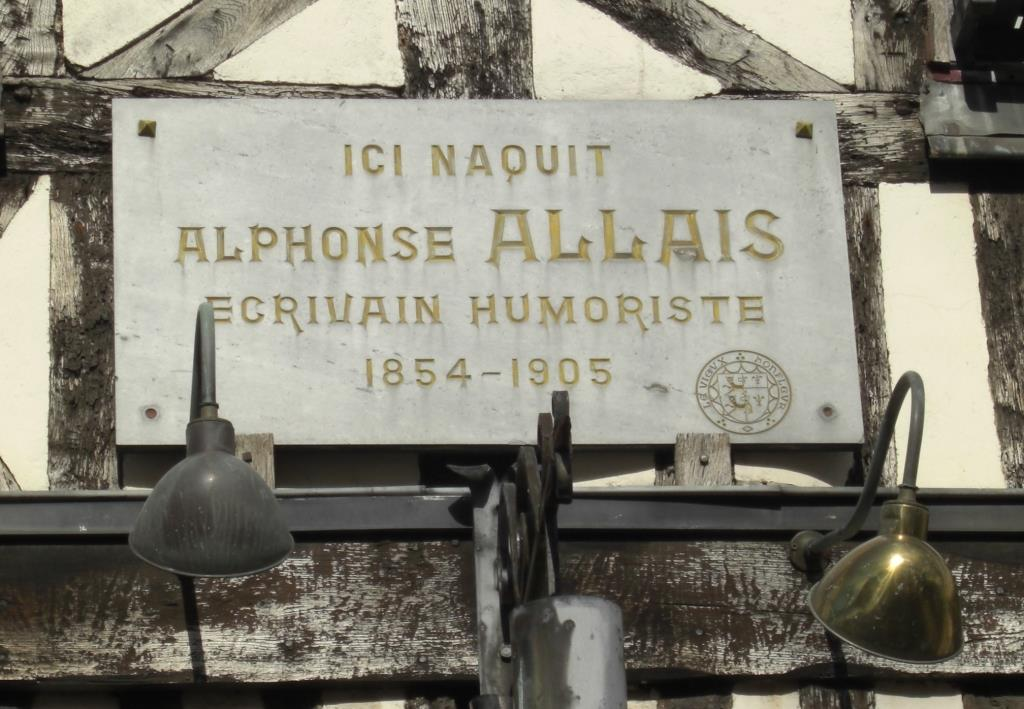
Plaque sur le musée Alphonse-Allais.

- Musée Eugène-Boudin et son annexe consacrée à l'art religieux, dans le clocher de l'église Sainte-Catherine.
- Musées du Vieux Honfleur :
  - musée de la Marine (dans l'ancienne église Saint-Étienne) ;
  - musée d'Ethnographie et d'Art populaire (dans le manoir Vigneron).
- Maisons Satie.
- Musée Alphonse-Allais, situé au no 4 place Hamelin, dans sa maison natale (aujourd'hui une pharmacie). Le plus petit musée de France, inauguré en 1999 par Raymond Devos[83].
- Le blockhaus de la gare situé quai Tostain. Construit en 1942, il a une surface de 350 m2 et pouvait abriter 200 soldats. Il présente 50 tenues d'époque, des documents et des photographies.

#### Maisons natales de personnalités

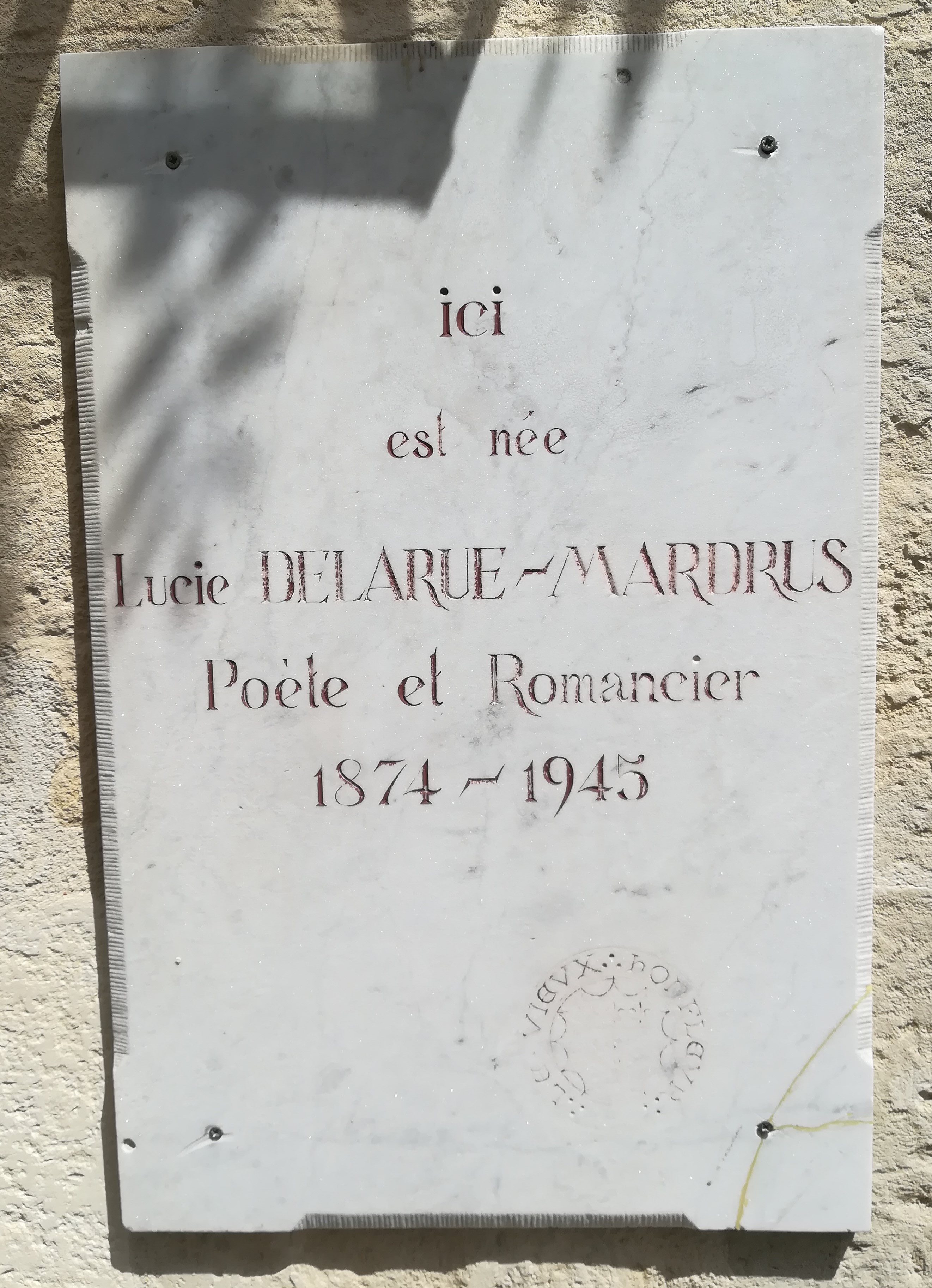
Plaque sur la maison natale de Lucie Delarue-Mardrus.

- La maison natale d'Eugène Boudin, située au no 29 rue Bourdet.
- La maison natale de Léon Leclerc, située au no 33 rue Saint-Léonard.
- La maison natale de Lucie Delarue-Mardrus, située au no 44 rue des Capucins.
- La maison natale de Henri de Régnier, située au no 33 cours des Fossés.
- La maison natale de Jacques Félix Emmanuel Hamelin, située au no 12 place Hamelin.

#### Maisons de personnalités
- La maison de Jean-François Doublet, située au nos 29 et 31 rue des Capucins.

### Statues
- Un buste représentant Eugène Boudin situé dans le mur à l'angle de la rue aux Chats et la rue Bourdet.
- Un buste représentant Jean Doublet situé dans le mur à l'angle de la rue des Capucins et la rue Jean-Doublet.
- Un buste représentant Samuel de Champlain réalisé par Alphonse Camille Terroir, situé au nord de la façade sud-est de la Lieutenance. Il est inauguré le 3 septembre 1983 par Jean Pelletier. La plaque commémorative sous le buste est inaugurée le 3 septembre 1899.
- La fontaine des Moulières réalisée par Jean-Marc de Pas. Elle est située sur le rond-point de la place de la Porte-de-Rouen. Elle est inaugurée en 2004.
- Un buste en bronze représentant Eugène Boudin réalisé par Ernest Guilbert, situé dans le jardin public. Sur le piédestal en granit sont sculptés une palette, un pinceau et une branche de laurier.
- Le monument Albert Sorel réalisé par Jules Chaplain. Il est inauguré le 3 septembre 1922 par Raymond Poincaré. Le 5 février 1942, le médaillon en bronze est démonté et fondu, dans le cadre de la mobilisation des métaux non ferreux.
- La statue de Kachtanka, située sur une pierre au milieu d'un étang dans jardin public. Elle est réalisée par Alexander Taratynov (nl) et inaugurée en novembre 2013.

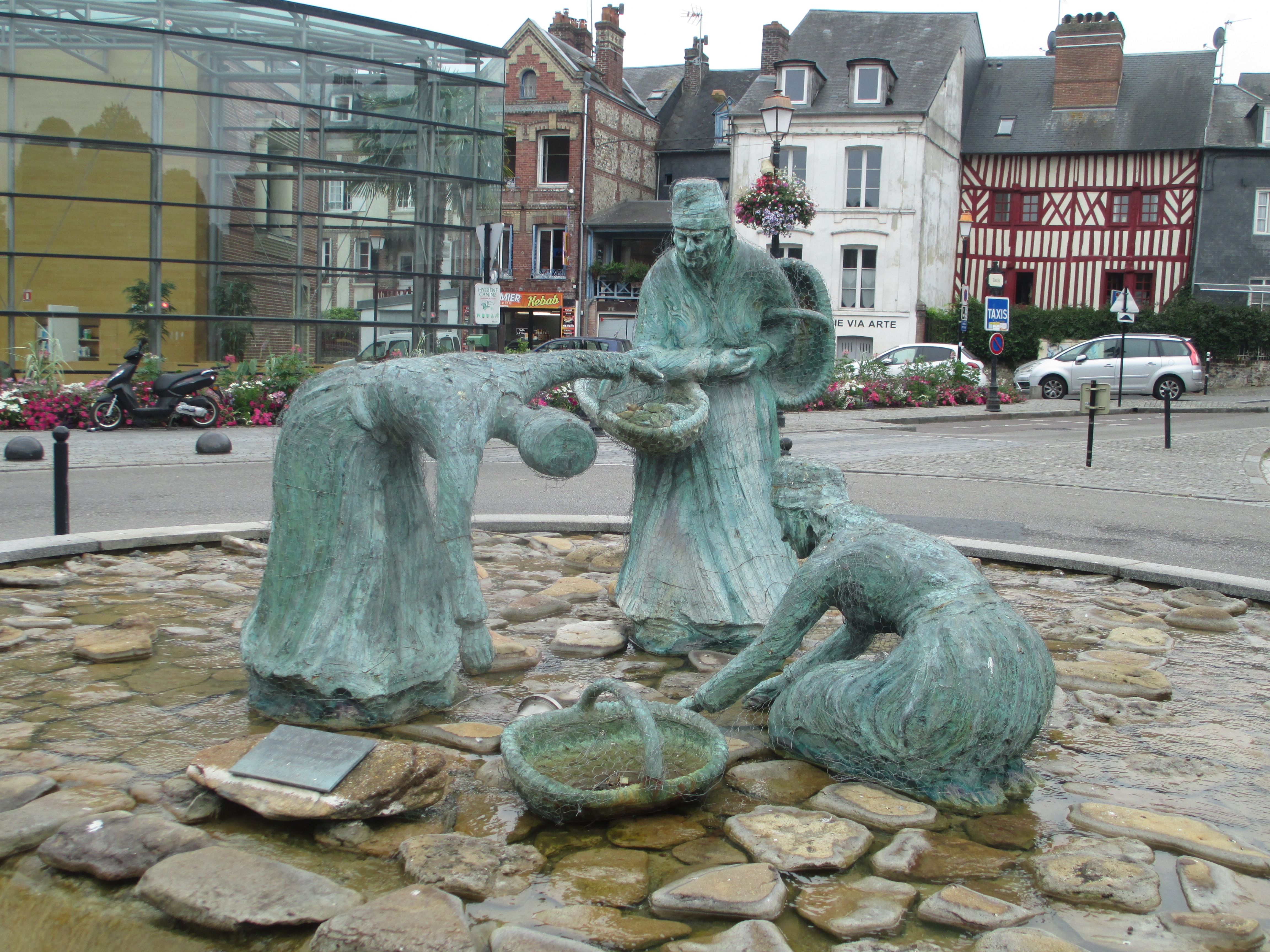
La fontaine des Moulières.
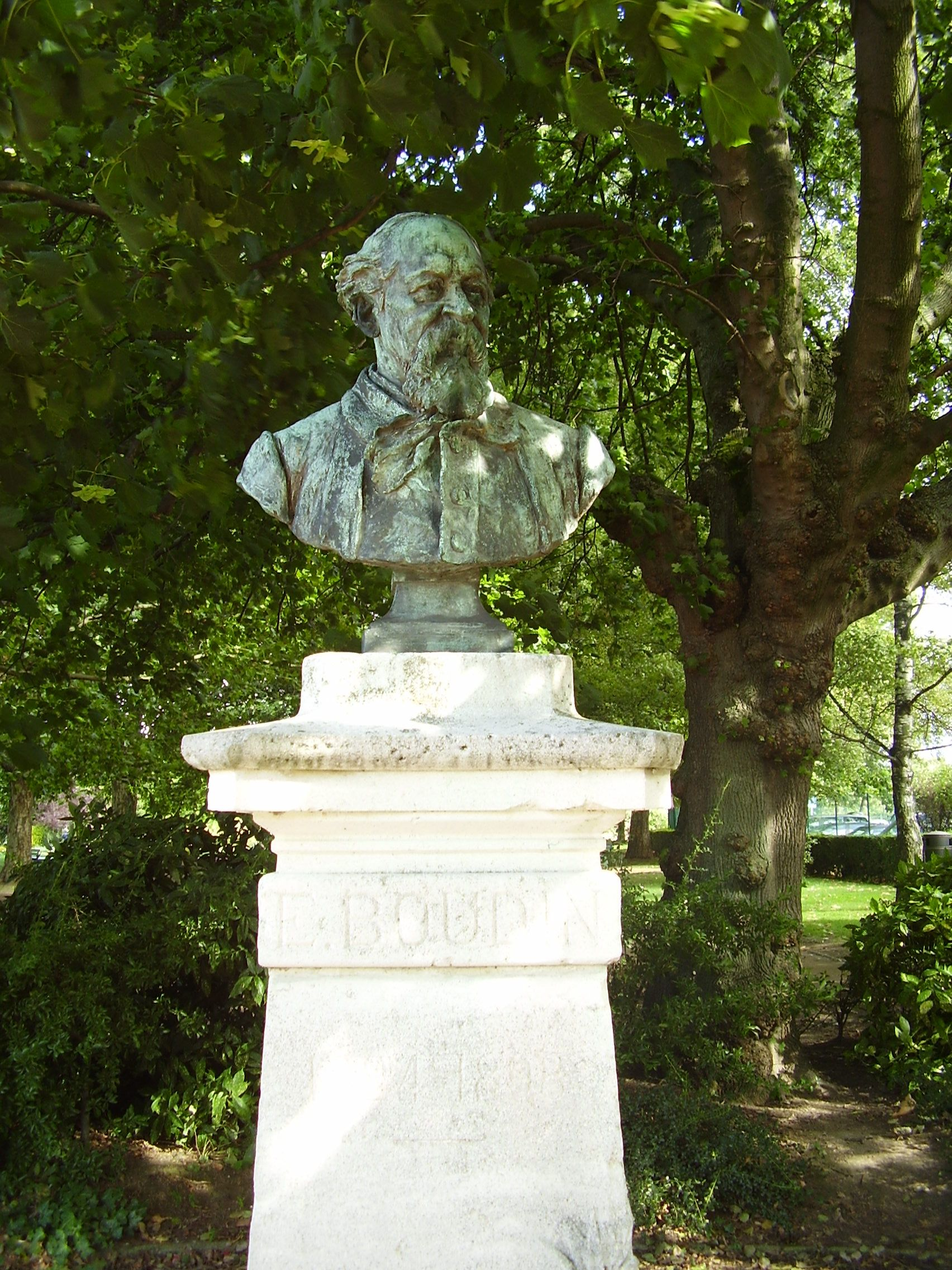
Buste d'Eugène Boudin.
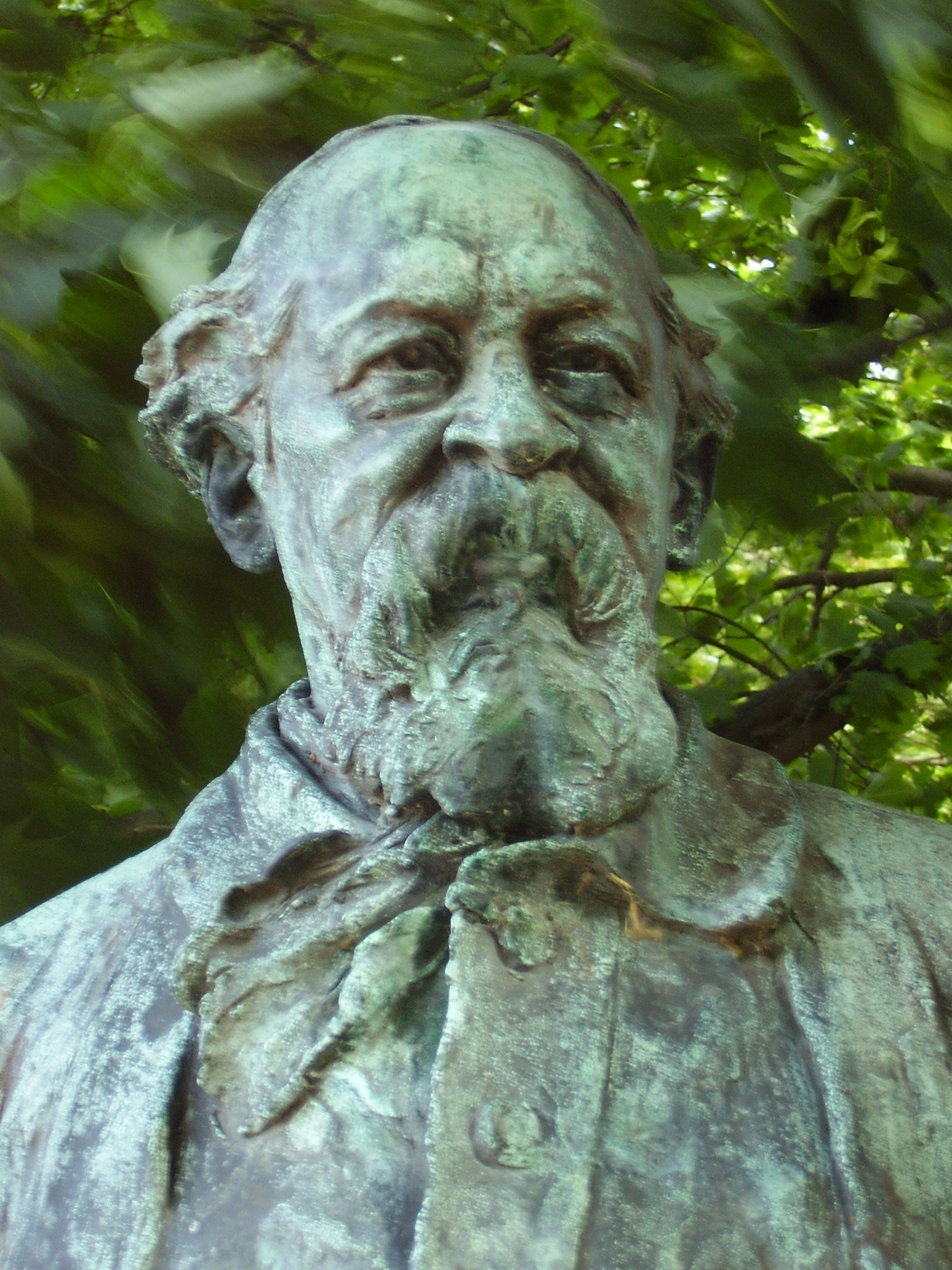
Buste d'Eugène Boudin.
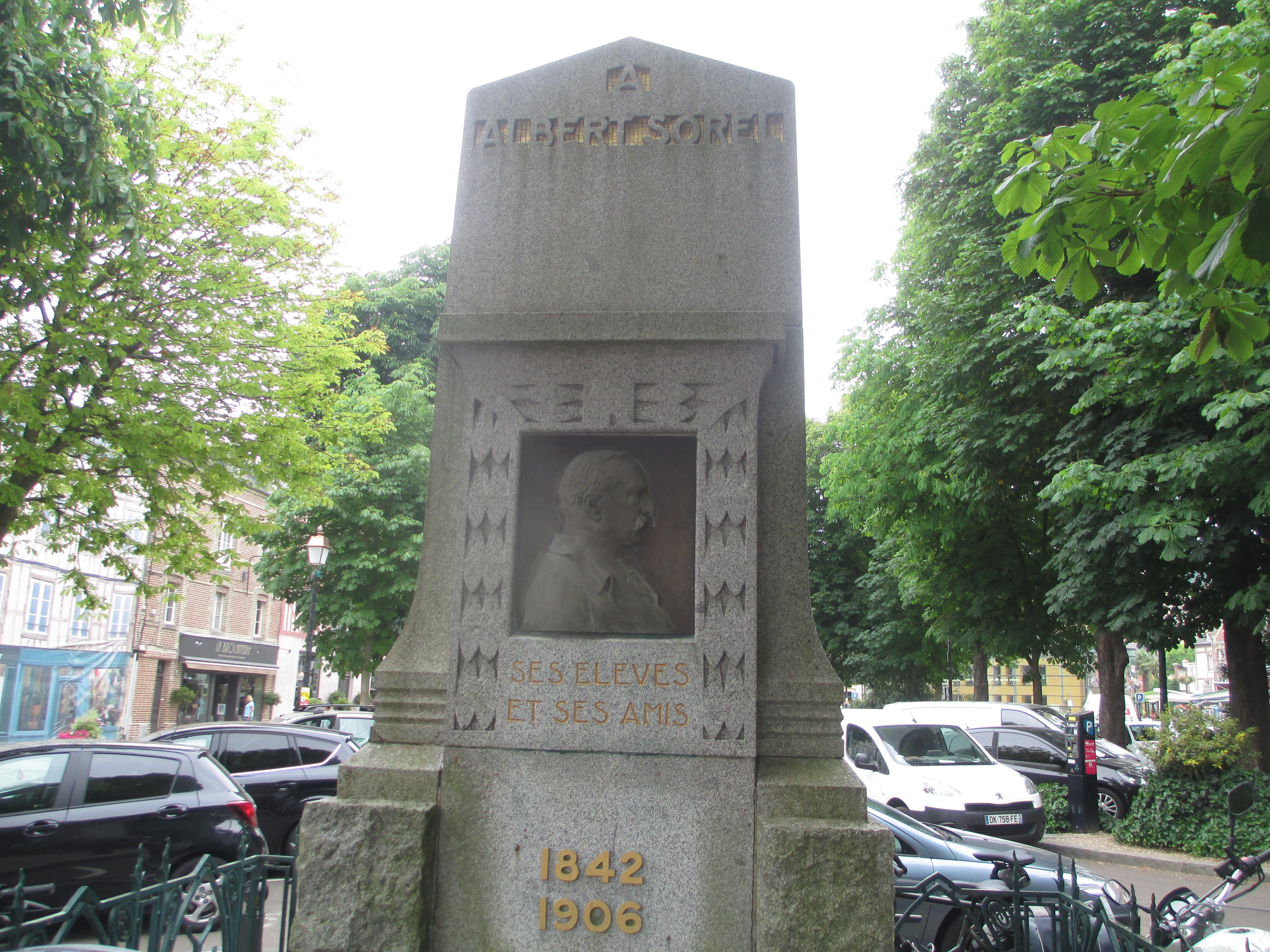
Monument Albert Sorel.

### Jardins
- Jardin public
- Jardin des personnalités, sur dix hectares, inauguré en 2004[83]. Il comporte les bustes de personnalités liées à la ville. Les bustes en pierre ont été réalisés par Christian Champagne : Erik Satie, Lucie Delarue-Mardrus, Alphonse Allais, Binot Paulmier de Gonneville, Samuel de Champlain, Albert Sorel, Pierre Berthelot, Léon Leclerc, Marie-Catherine d'Aulnoy, Johan Barthold Jongkind, Charles Baudelaire, Claude Monet et Charles V le Sage. Les bustes en bronze ont été réalisés par Jean-Marc de Pas : Jean-Baptiste Colbert, Louis-Alexandre Dubourg, Eugène Boudin, Alexandre-Olivier Exquemelin, Michel Serrault et Françoise Sagan.
- Jardin du Tripot, inauguré en décembre 2013.

### Bateaux
- Le cotre Sainte-Bernadette, dernière chaloupe crevettière toujours en état de naviguer, appartenant à l'association loi de 1901, La chaloupe d'Honfleur. Il fait l'objet d'un classement à titre d'objet aux monuments historiques depuis le 18 octobre 1992.
- Le sloop coquillier François Monique, construit en 1935 et restauré par l'association Petit Foc de Deauville-Trouville.

## Activité et manifestations

### Jumelages
- Sandwich (Royaume-Uni) depuis 1959.
- Wörth am Main (Allemagne) depuis 2006.
- Honfleur (Canada) depuis 2009.
- Burlington (États-Unis) depuis 2013.

### Arts
Honfleur héberge un grand nombre d'artistes peintres, d'ateliers d'artistes et de galeries d'art.

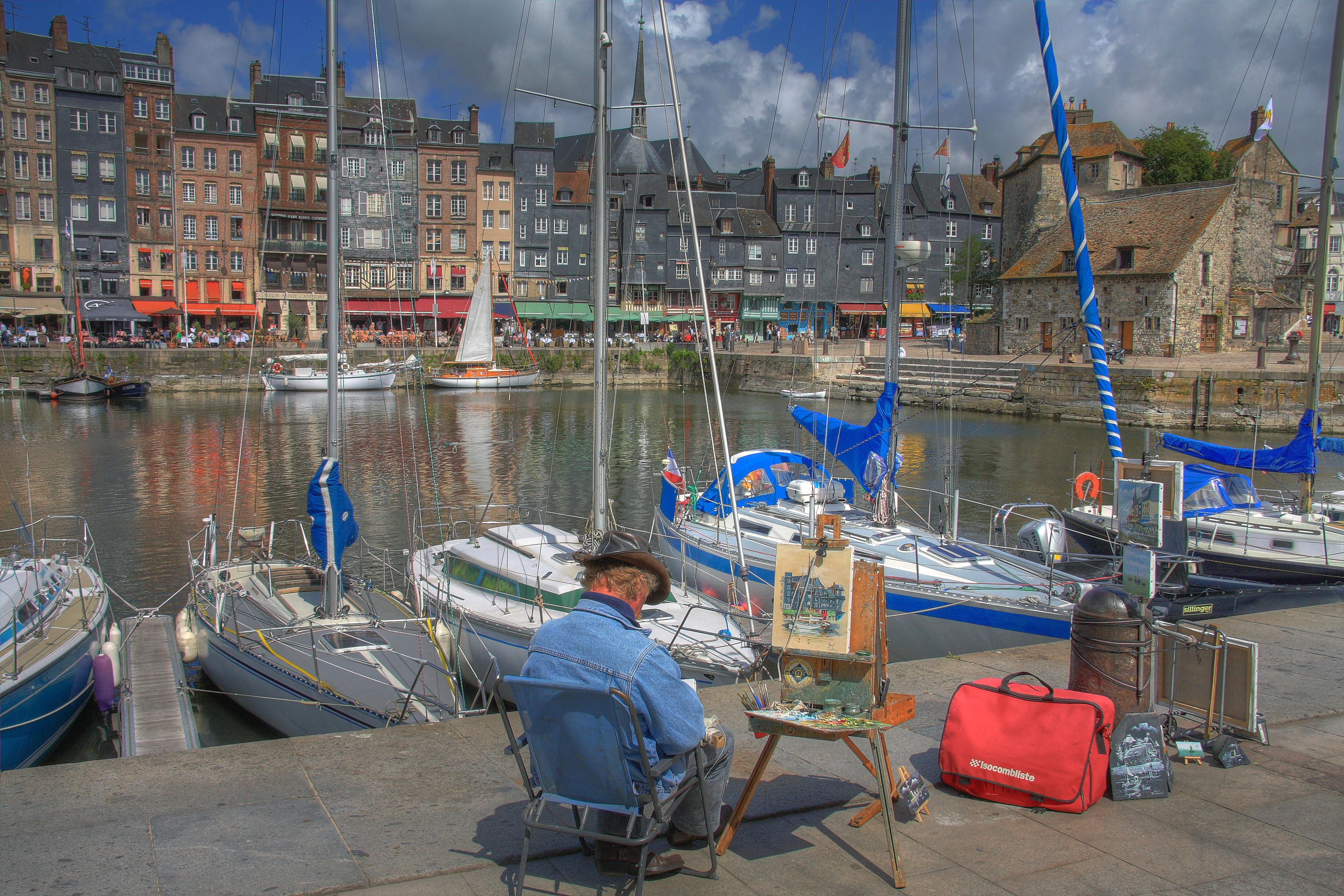
Un peintre sur le quai de Honfleur.
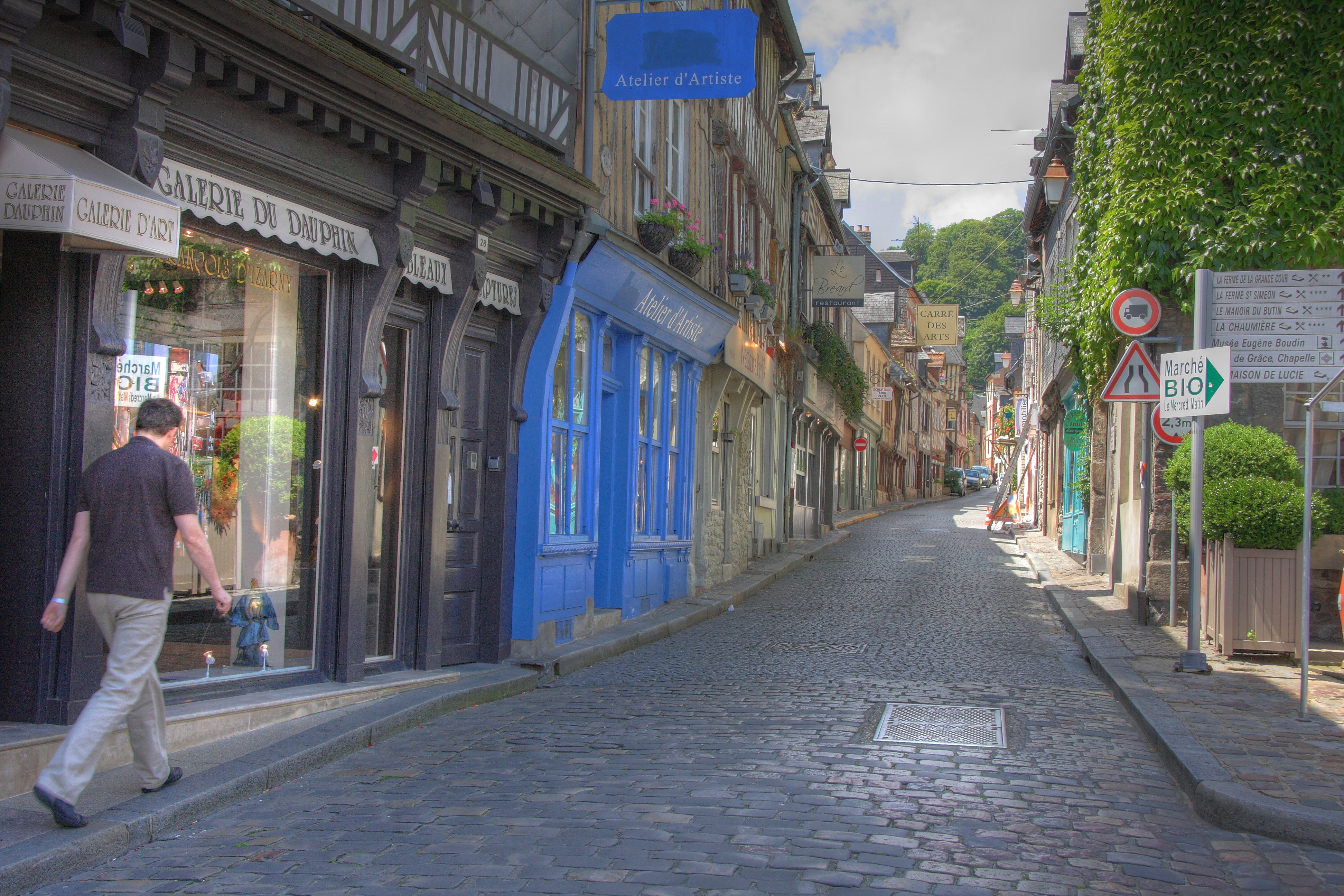
Galeries d'art dans une rue de Honfleur.
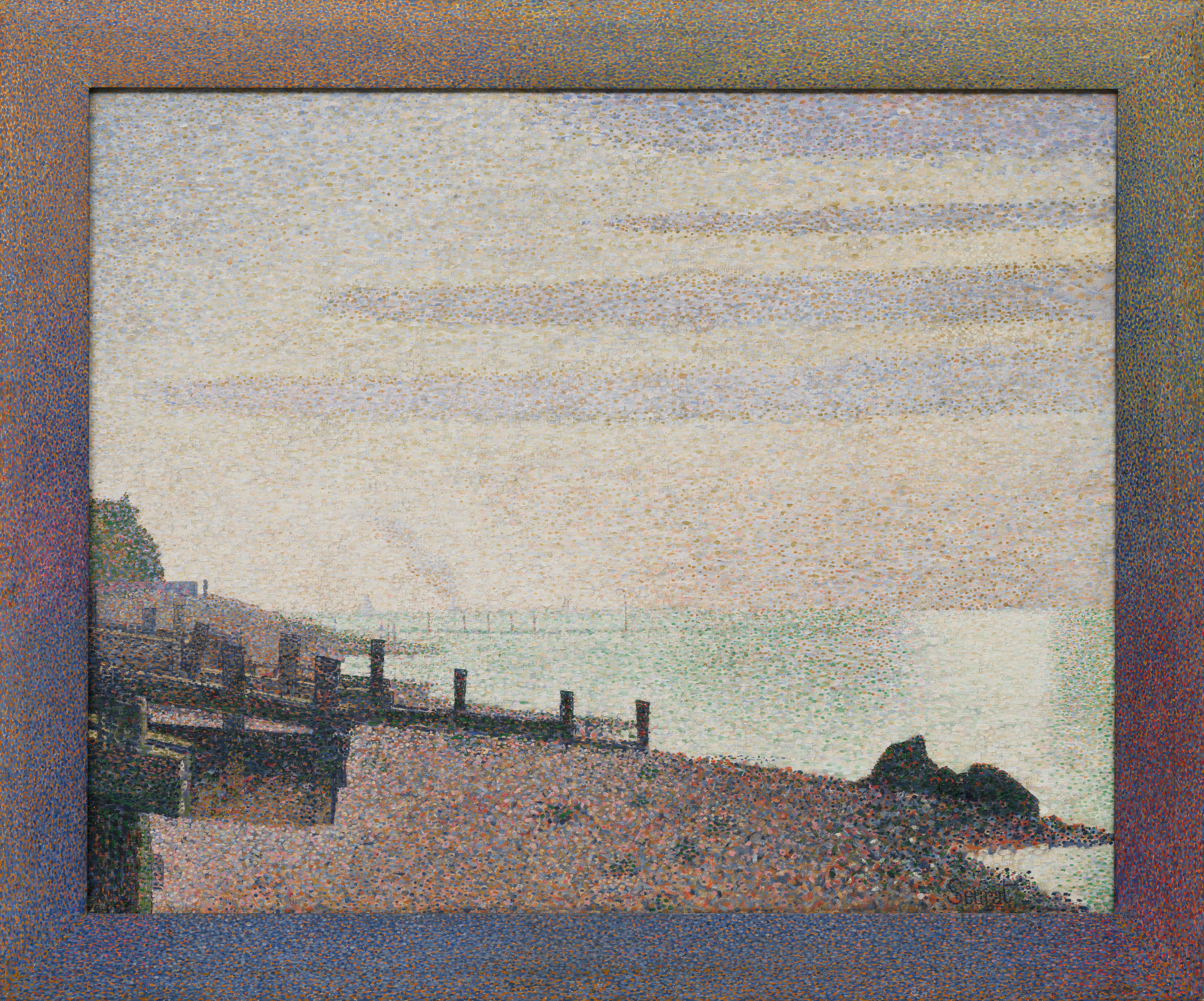
Georges Seurat, Honfleur, un soir, embouchure de la Seine (1886), Museum of Modern Art, New York.

### Sports

#### Football
Le Club sportif honfleurais fait évoluer une équipe de football en ligue de Basse-Normandie et deux autres en divisions de district.

#### Cyclisme
La 2e étape du Tour de France 1919 a emprunté le territoire de la commune.

#### Rugby
Le Rugby Athletic Club honfleurais est un club de rugby évoluant en régional 1 en association avec la section lexovienne de rugby[réf. nécessaire].

## Personnalités liées à la commune

### Naissances

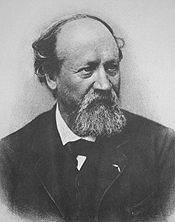
Eugène Boudin.

- Alphonse Allais (1854-1905), écrivain et humoriste ;
- Jean Bassompierre (1914-1948), militaire et nationaliste ;
- Pierre Berthelot (1600-1638), marin, moine et « Bienheureux » ;
- Jonathan Bertin (1996- aujourd'hui), photographe ;
- Ernest Henri Besnier (1831-1909) médecin, chef de la dermatologie française et inventeur de la biopsie ;
- Eugène Boudin (1824-1898), peintre ;
- Charles Bréard (1839-1913), historien ;
- Marcel Caens (1919-2006), trompettiste ;
- François Pierre Chauvel (1766-1838), général de la Révolution et de l'Empire ;
- Jean Dannet (1912-1997), artiste peintre ;
- Lucie Delarue-Mardrus (1874-1945), poétesse ;
- Jehan Denis (XVe siècle), explorateur et navigateur, découvreur de Terre-Neuve ;
- Jean Doublet (1655-1728), corsaire ;
- Amédée Dumontpallier (1826-1899), médecin, membre de l'Académie de médecine, président de la Société d'hypnologie.
- Alexandre-Olivier Exquemelin (1646-entre 1707 et 1711), médecin, flibustier et chroniqueur de la Flibuste ;
- Hugues Gall (1940-2024), directeur de l'Opéra de Paris ;
- Jacques Félix Emmanuel Hamelin (1768-1839), contre-amiral ;
- Augustin Labutte (1801-1881), avocat, historien et romancier ;
- Michel-Charles Le Cène (1684-1743), imprimeur et éditeur hollandais ;
- Jean Leclair (1919-1996), peintre impressionniste né "rue Haute" et décédé rue du Puits, époux d'Andrée Leclair (1922-2011) elle-même violoniste et artiste peintre. Un des plus grands aquarellistes.
- Léon Leclerc (1866-1930), peintre ;
- Sophie Mallebranche (née en 1976), artiste et designer textile.
- Adolphe Marais (1856-1940), peintre animalier des XIXe et XXe siècles.
- André Marie (1897-1974), homme politique, président du Conseil, ministre ;
- Jean Marie (1891-1983), président de la Compagnie générale transatlantique ;
- Claude-Pascal Morel-Beaulieu (1765-1815), marin ;
- Léonard Motard (1771-1852), contre-amiral
- Marcel Pinel (1908-1968), footballeur ;
- Raymond Pognon (1873-1959), résistant français, Compagnon de la Libération ;
- Henri de Régnier (1864-1936), écrivain, membre de l'Académie française ;
- Denis Rivière (1945-2020), peintre français ;
- Christophe Rocancourt (né en 1967), escroc ;
- Pierre-Ange Romain (1751-1785), aéronaute victime de la première catastrophe aérienne de l'Histoire avec son compagnon Jean-François Pilâtre de Rozier ;
- Georges Ruel (1860-1942), architecte ;
- Erik Satie (1866-1925), compositeur et pianiste ;
- Thomas Sénécal (1975-) commentateur sportif
- Albert Sorel (1842-1906), historien, cofondateur de l'École des sciences politiques, académicien ;
- Adrien Voisard-Margerie (1867-1954), peintre.

### Décès
- Caroline Aupick, 1793-1871, mère de Charles Baudelaire y mourut.
- Adolphe-Félix Cals (1810-1880), peintre.
- Jean-Baptiste Degaulle (1732-1810), qui y fut professeur d'hydrographie jusqu'à son décès.
- Essomericq (v. 1490-1583), un autochtone tupi célèbre pour avoir été ramené en France par le capitaine Binot Paulmier de Gonneville, durant une expédition maritime en 1505 ;
- Rob Goris, (1982-2012), coureur cycliste.
- Cécile Jubert, (1885-1979), artiste peintre, repose au cimetière de la ville.
- Charles Pollaci (1907-1989), artiste peintre, repose au cimetière Sainte-Catherine.
- Étienne-François de Sénovert (1753-1831), ingénieur militaire, général-major dans l'Empire russe, meurt à Honfleur.
- Michel Serrault (1928-2007), acteur.

### Autres

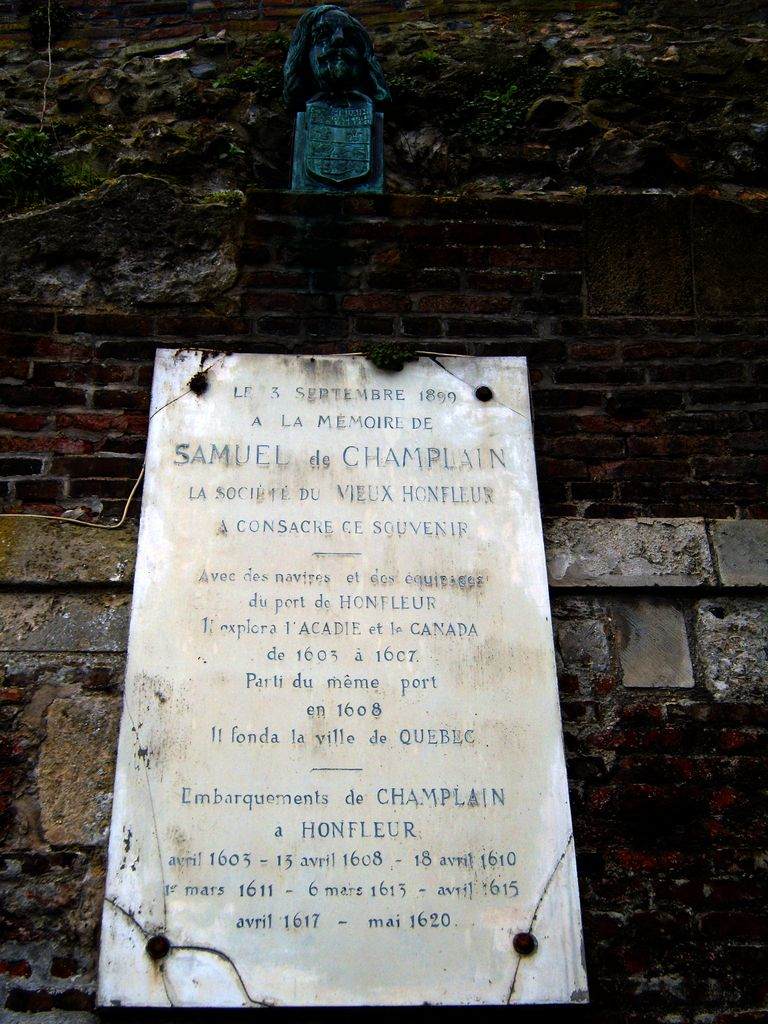
Plaque commémorative des départs de Champlain dans le port de Honfleur.

- Charles Baudelaire (1821-1867), poète, séjourna régulièrement chez sa mère à partir de 1859[83].
- Samuel de Champlain c. 1575-1635), explorateur, parti du port de Honfleur en 1603, fondateur de la ville de Québec.
- Pierre de Chauvin (XVIIe siècle), marchand protestant de Honfleur (fin du XVIe siècle).
- Lucien Coutaud (1904-1977), peintre qui posséda une propriété (Le Cheval de Brique) à Villerville de 1953 à 1977 et qui travailla et séjourna à Honfleur.
- Jean Dries (1905-1973), peintre et conservateur du Musée Eugène-Boudin.
- Paul Ernest Dupont (1816-1891), peintre, séjourne à Villers-sur-Mer et vient peindre à Honfleur[85],[86].
- Jean Effel (1908-1982), dessinateur humoristique né à Paris ; il habita la villa La Pige à Vasouy, où il passa six mois chaque année depuis 1951. Il est inhumé à Honfleur.
- France Gall (1947-2018), chanteuse, résidente secondaire[87].
- Sacha Guitry (1885-1957), a épousé sa première femme, Charlotte Lysès, à Honfleur le 14 août 1907.
- Pierre Hodé (1889-1942), artiste peintre né à Rouen, résida à Honfleur en 1924, y traitant le port et la Lieutenance par des toiles cubistes.
- Fernand Herbo (1905-1995), est un peintre de la Marine établi à Honfleur et qui a peint plusieurs centaines de tableaux sur la ville.
- Henri Jeanson (1900-1970), y possédait le pavillon Louis-Philippe, où il vécut jusqu'à sa mort en 1970.
- Pascal Lecocq (1958), artiste peintre, présente son univers surréaliste dans son atelier-galerie de 1988 à 2000[88].
- Jean Revel (1848-1925), écrivain normand et ami d'Albert Sorel, y étudia.
- Françoise Sagan (1935-2004), écrivain, possédait le manoir du Breuil à Équemauville et décéda à l'hôpital de Honfleur.
- Jean-Louis Scherrer (1935-2013), couturier, résident secondaire à Vasouy[89].
- Michel Serrault (1928-2007), acteur français, habitait à Vasouy depuis 2001 et a été enterré au cimetière Sainte-Catherine de Honfleur avant d'être transféré en 2009 au cimetière de Neuilly.
- Pierre Ucciani (1851-1939), artiste peintre corse, vient peindre à Honfleur de 1902 à 1938 (il repose au cimetière de Cabourg)[90],[91].
- Francis Warrain (1867-1940), philosophe, mathématicien et artiste, habitait à Vasouy, archiviste de la "Société du Vieux Honfleur", il est l'auteur de la statue de Pierre Berthelot qui orne l'église Sainte-Catherine de Honfleur.

## Héraldique
| Blason de Honfleur | Blason  | De gueules à la tour donjonnée d'argent maçonnée de sable, accostée de deux fleurs de lys d'or, au chef cousu d'azur chargé de trois fleurs de lys aussi d'or. |
| Blason de Honfleur | Détails | |

## Honfleur dans les arts

### Peinture
En dehors de Boudin, natif de la ville, Honfleur a attiré de nombreux peintres souhaitant travailler en plein air, notamment au XIXe siècle. Les différents points de vue offerts par la ville ont ainsi largement été utilisés.

Tableaux de Camille Corot
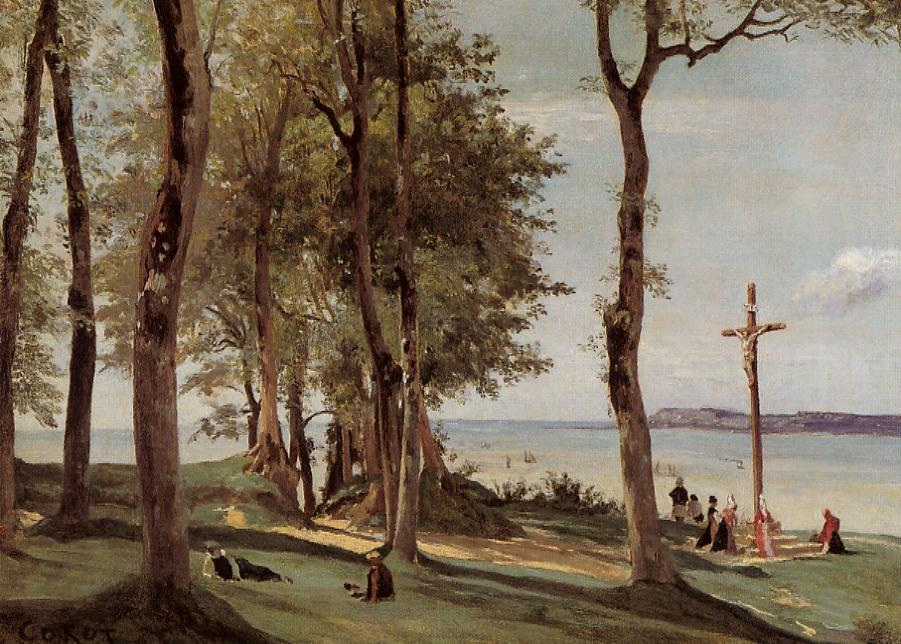
Honfleur. Calvaire, vers 1830 Metropolitan Museum of Art, New York.
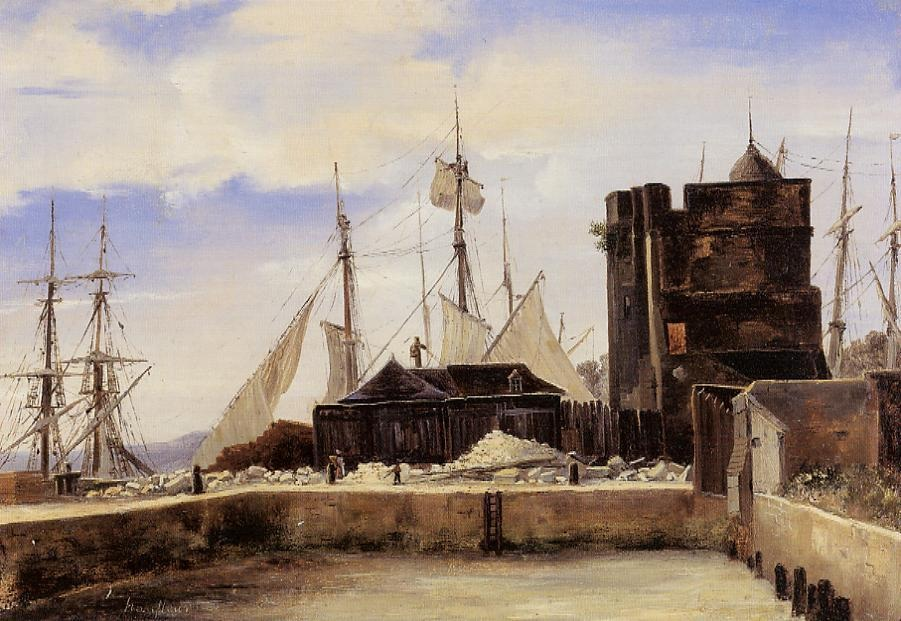
Honfleur, 1830 Musée d'art, Rhode Island School of Design, Providence.
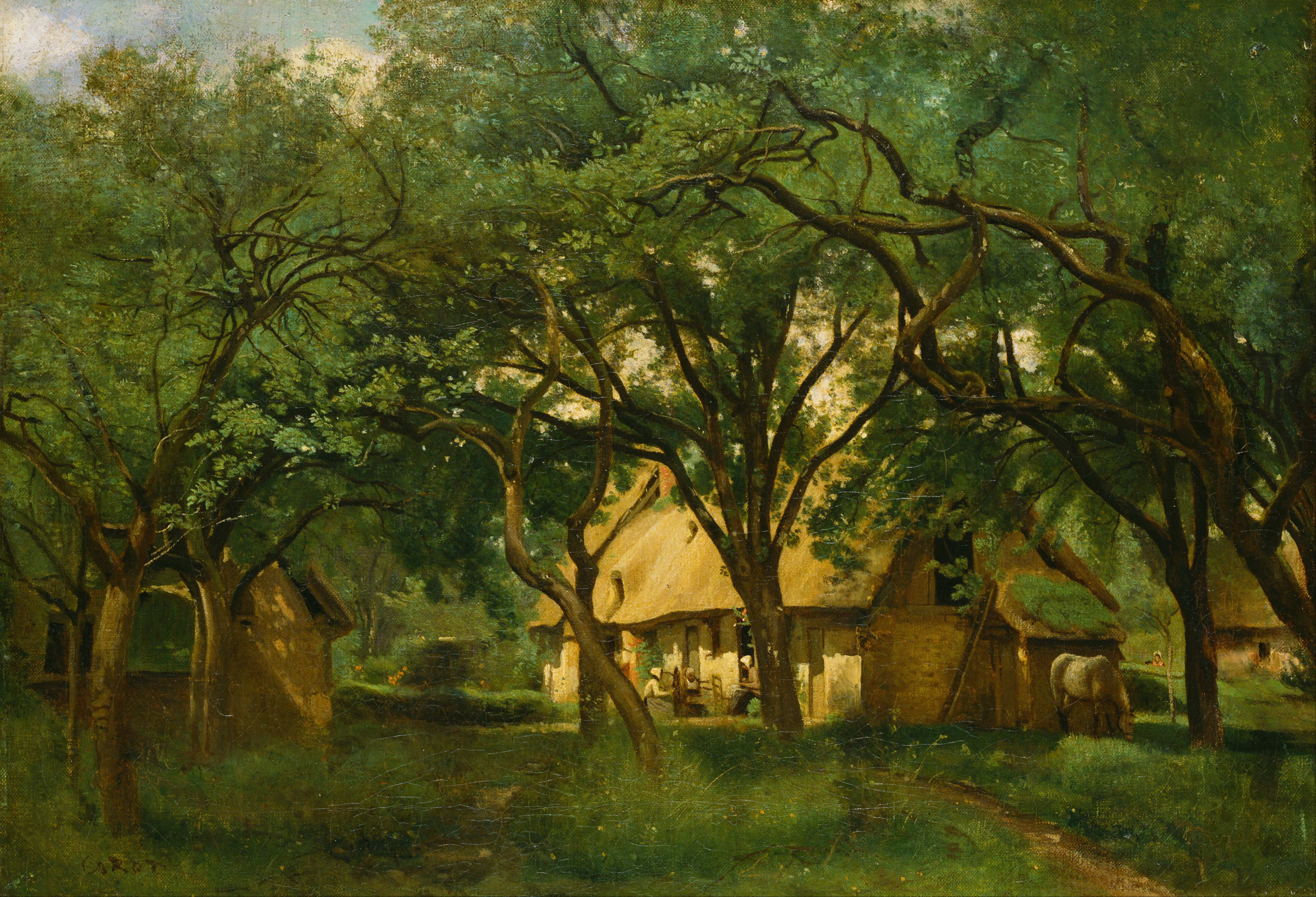
La Ferme Toutain à Honfleur, vers 1845 Artizon Museum, Tokyo.

Tableaux de Johan Barthold Jongkind
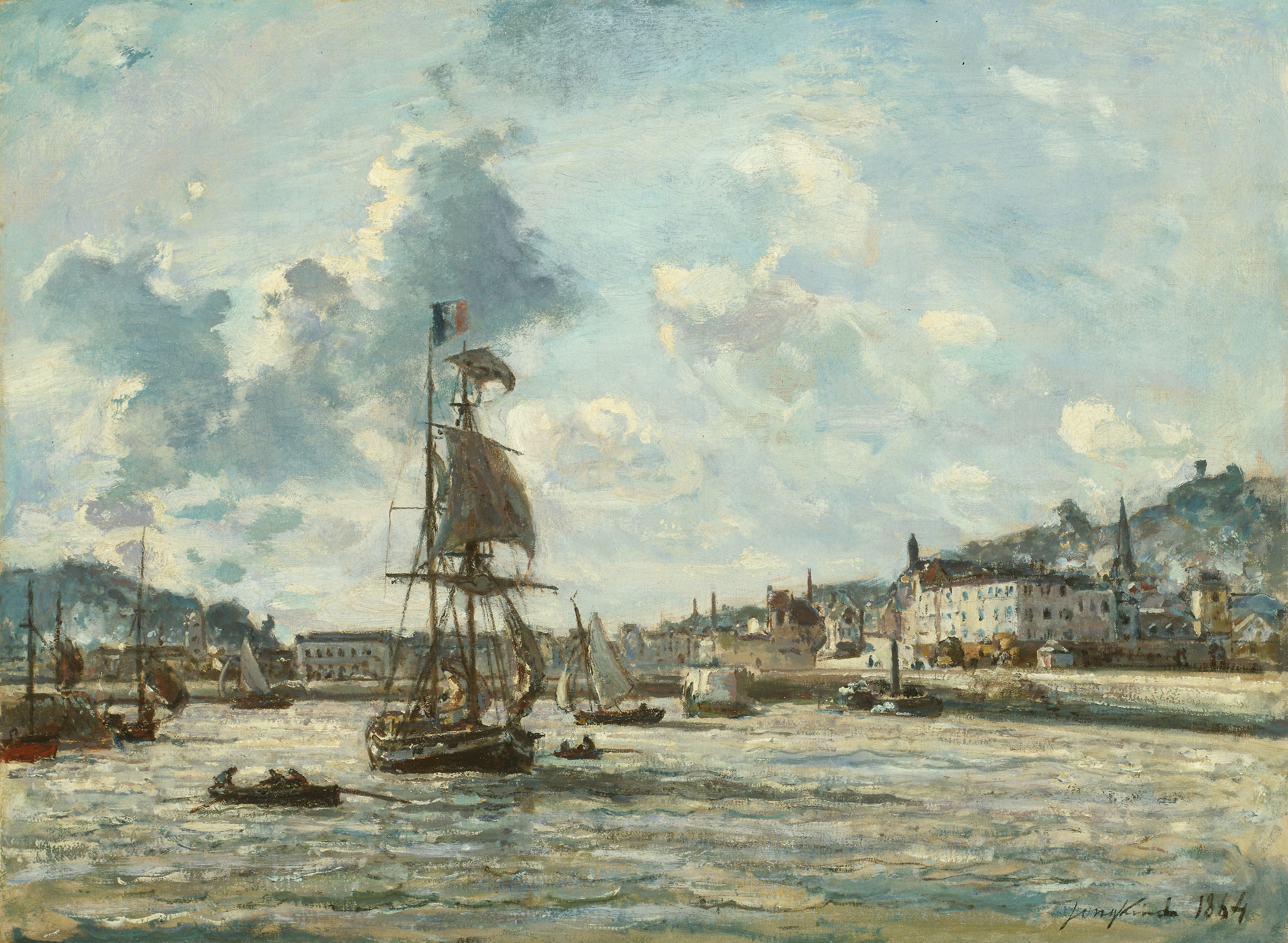
Entrée dans le Port de Honfleur, 1863 Art Institute of Chicago.
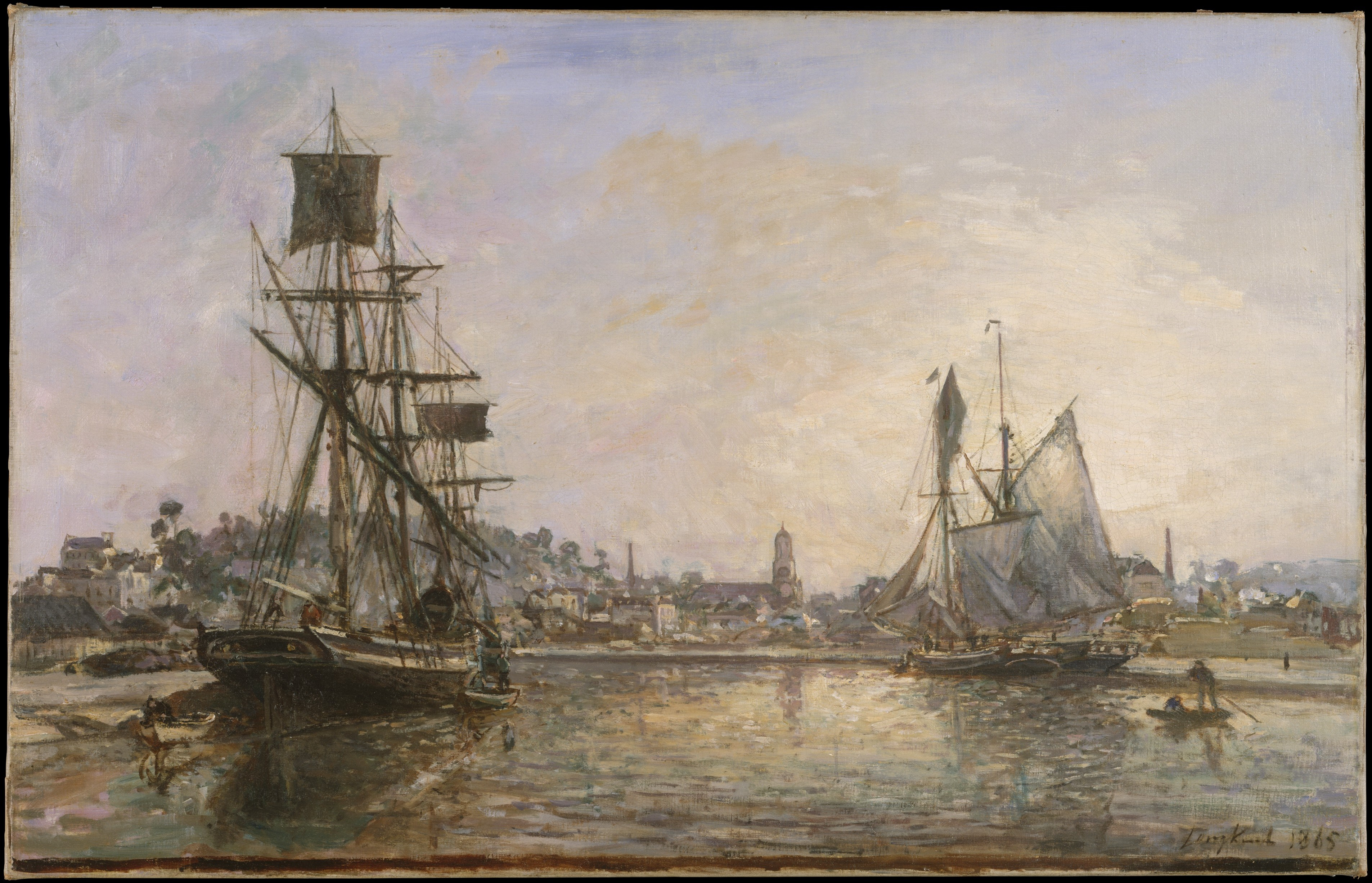
Honfleur, 1865 Metropolitan Museum, New York.
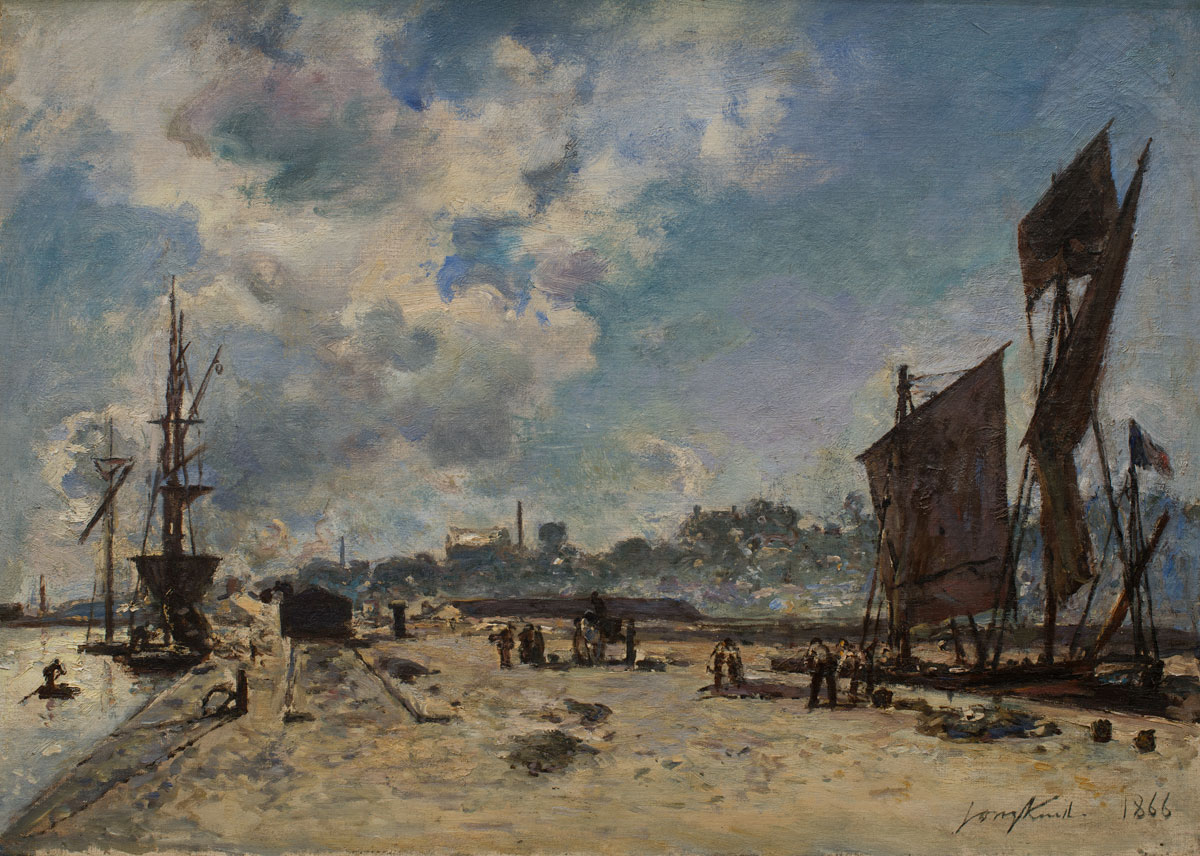
Quai à Honfleur, 1866 Le Havre, musée d'Art moderne André-Malraux.
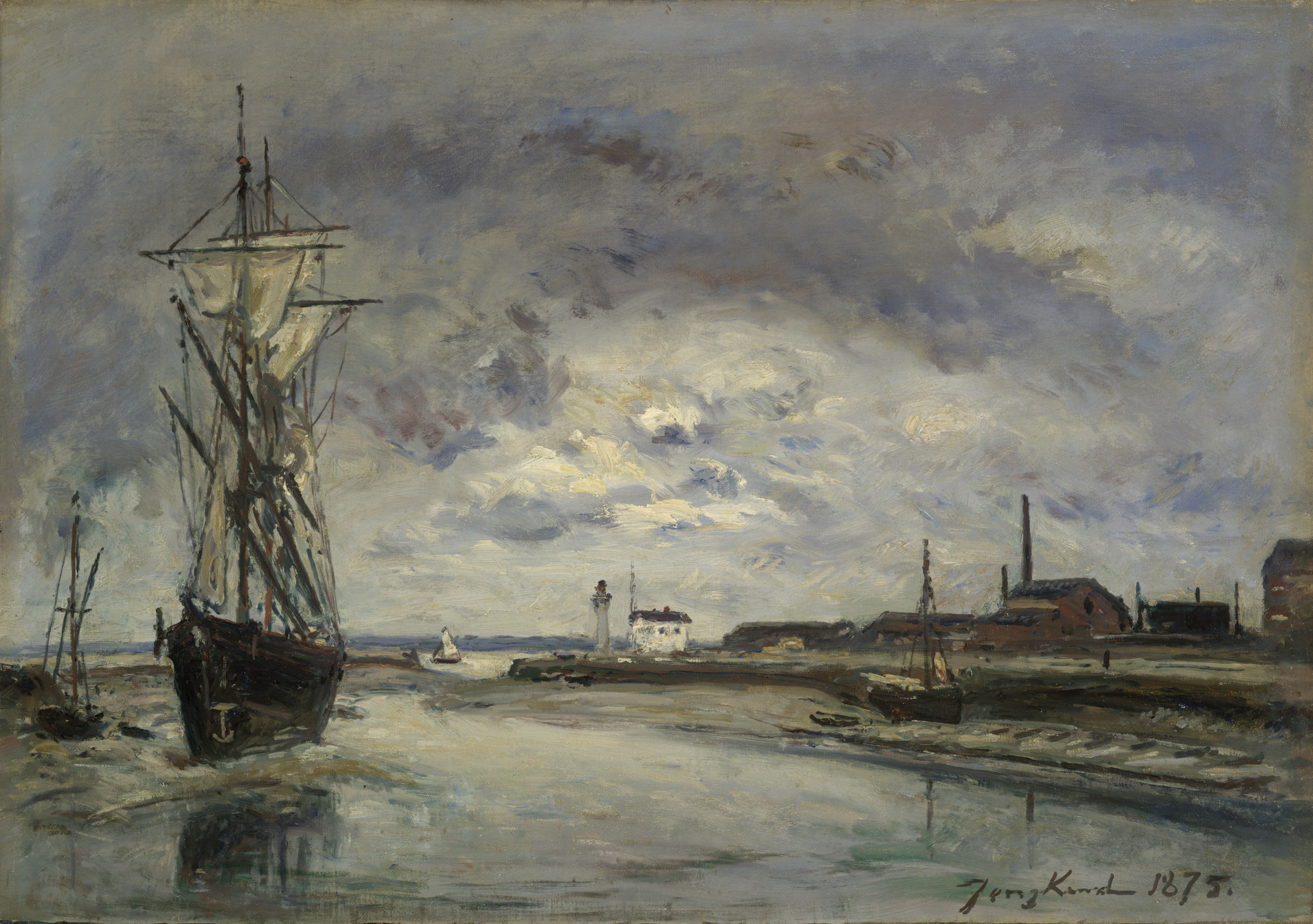
Le Port de Honfleur, 1875 Yale University Art Gallery, New Haven.
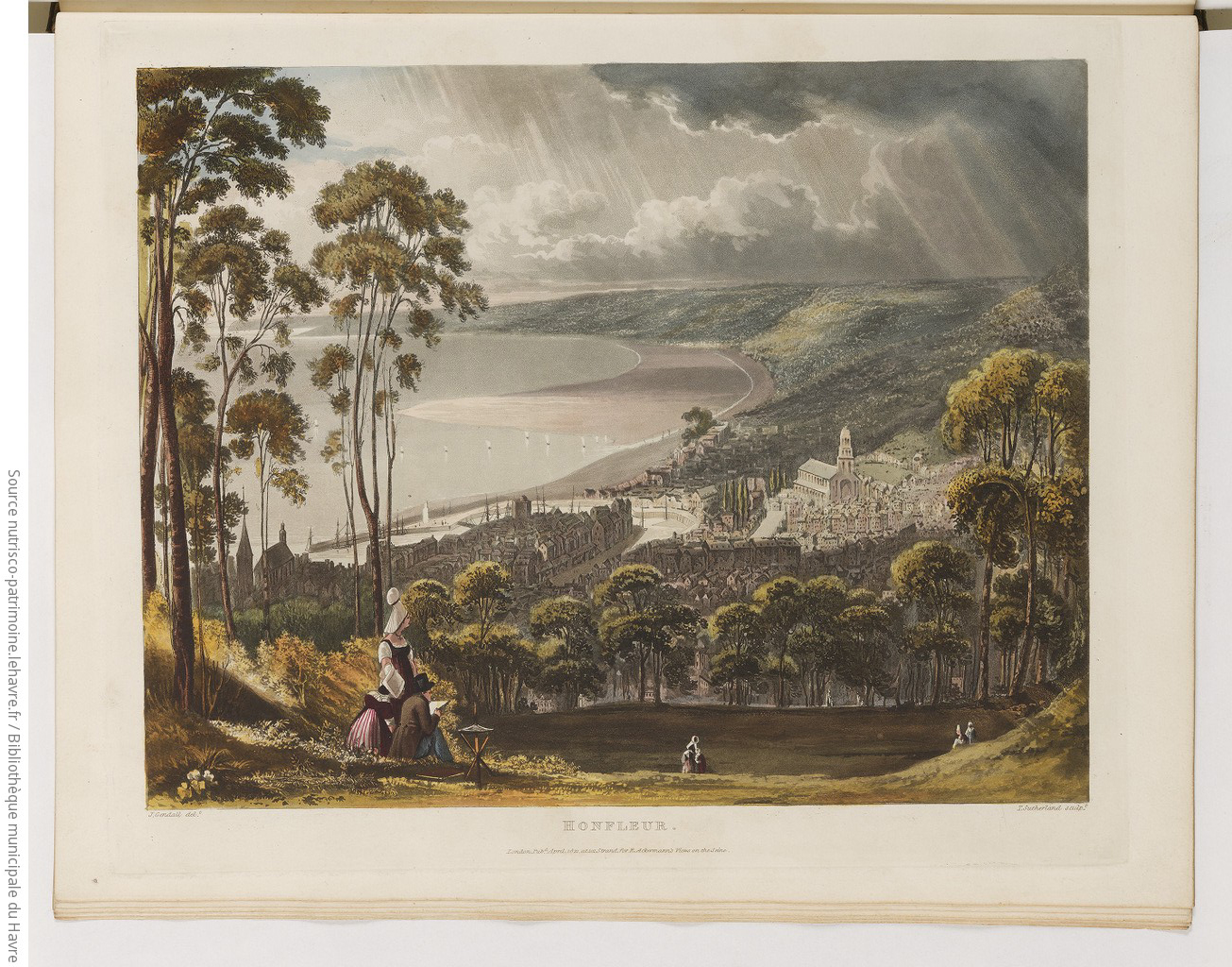
Vue de la Seine à Honfleur

Tableaux d'Eugène Boudin
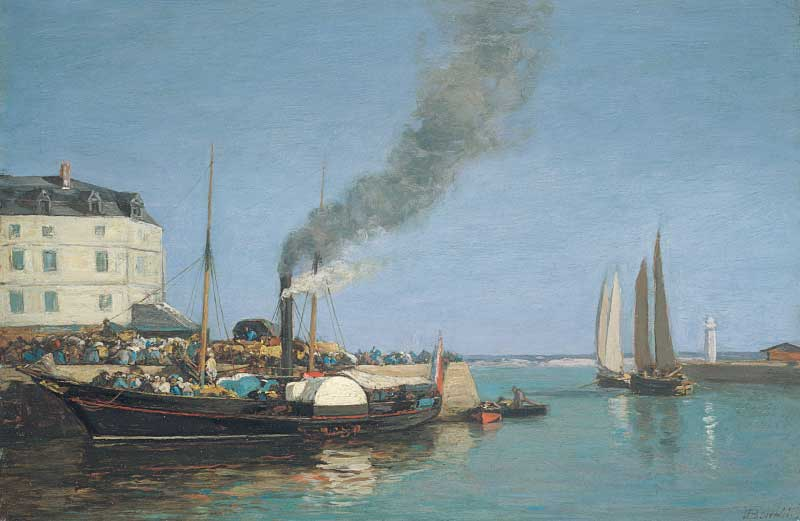
Honfleur, la jetée, vers 1854-1857, Fondation de l'Hermitage, Lausanne[92].
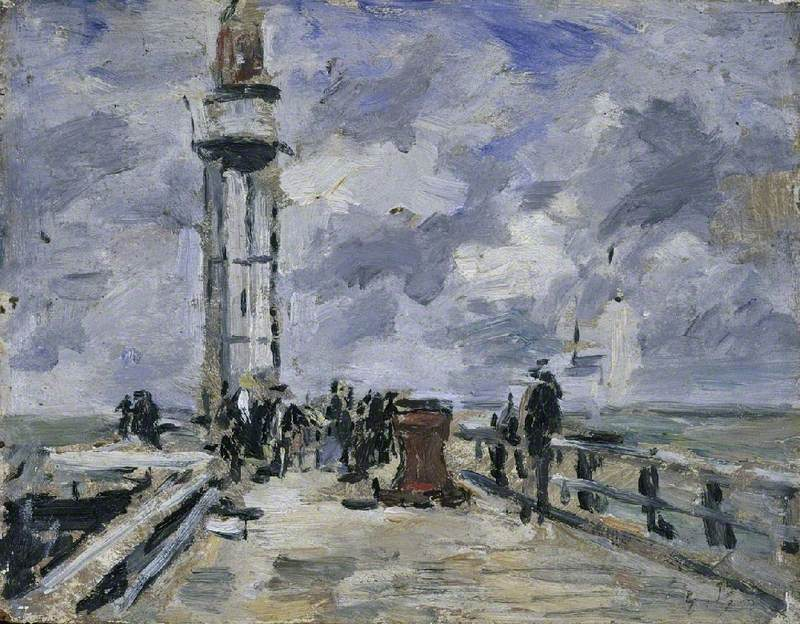
La Jetée et le Phare de Honfleur, fin années 1880, Fitzwilliam museum, Cambridge[93].
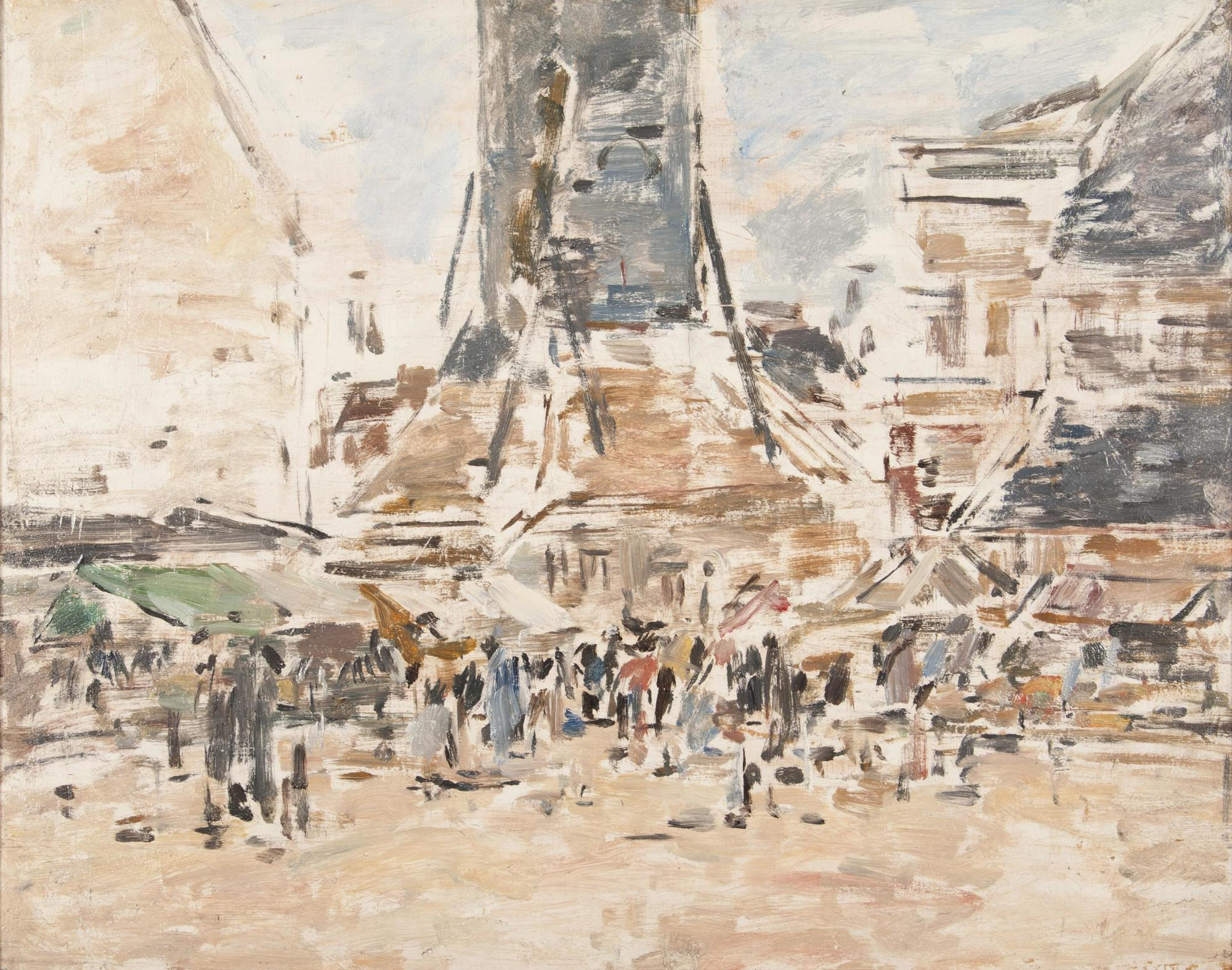
Le Marché de Sainte-Catherine à Honfleur, vers 1890, University of Michigan Museum of Art , Ann Arbor[94].

### Littérature
Plusieurs poèmes du recueil La nuit remue, publié par le poète belge et français Henri Michaux en 1935, se déroulent à Honfleur (principalement « Projection » et « Intervention »).

### Cinéma
De nombreux films ont été tournés en tout ou partie à Honfleur, notamment :
- Les Trois Mousquetaires (1953), d'André Hunebelle, avec Georges Marchal et Bourvil
- L'Homme à la Buick (1967), de Gilles Grangier, avec Fernandel et Danielle Darrieux
- Les Malheurs d'Alfred (1971), de Pierre Richard, avec l'auteur
- Nous ne vieillirons pas ensemble (1972), de Maurice Pialat, avec Marlène Jobert et Jean Yanne
- Docteur Françoise Gailland (1975), de Jean-Louis Bertuccelli, avec Annie Girardot et Jean-Pierre Marielle
- La Chambre verte (1977), de François Truffaut, avec l'auteur et Nathalie Baye
- Tendre Poulet (1978), de Philippe de Broca, avec Annie Girardot et Philippe Noiret
- Le Quatrième Pouvoir (1985), de Serge Leroy, avec Philippe Noiret et Nicole Garcia

Depuis 1995, chaque année fin novembre, Honfleur accueille le Festival du cinéma russe à Honfleur, il s'agirait du plus important festival français consacré au cinéma russe. Des réalisateurs, producteurs ou acteurs des films en compétition y sont invités.

### Musique
- Honfleur apparaît dans les paroles de la chanson Vesoul, écrite, composée et interprétée par Jacques Brel en 1968.
- Charles Dumont (un des compositeurs d'Édith Piaf), a composé et interprété la chanson écrite par Sophie Makhno : Nuit blanche à Honfleur. Cette chanson a été écrite et composée dans les années 1970, à l'hôtel du Cheval Blanc à Honfleur.
- Le chansonnier québécois (et artiste peintre) Pierre Calvé a écrit, composé, chanté et enregistré la chanson Honfleur au sein de l'album Aquarelles (2003).
- Le chanteur Henri Salvador a écrit, composé et enregistré la chanson Mourir à Honfleur pour son dernier album Révérence (2006).